# Badajoz
Badajoz es un municipio y ciudad española, capital de la provincia homónima, en la comunidad autónoma de Extremadura. Con una población de 150 570 habitantes (INE 2024), es la ciudad más poblada de Extremadura y su mayor centro económico, comercial y de servicios. El río Guadiana surca la ciudad de este a oeste para después girar hacia el sur, donde hace de frontera con Portugal. En torno al 84,77 % de sus habitantes reside en el núcleo urbano;[cita requerida] el resto está ubicado en diversas pedanías y núcleos dependientes.
Su término municipal, que hace frontera por el oeste con Portugal y que cuenta con una superficie de 1440,37 km², es el de mayor extensión de la provincia y el tercero del país, tras Cáceres y Lorca. Además del núcleo urbano pacense, el municipio comprende otros nueve núcleos de población, entre ellos Gévora, Villafranco del Guadiana y Valdebótoa. En Bótoa se encuentra la Base Militar General Menacho, y a unos 30 km de allí por carretera, la base aérea de Talavera la Real, junto al aeropuerto de Badajoz.
La ciudad es sede de la Delegación del Gobierno de España en Extremadura, así como de la Subdelegación del Gobierno en la provincia, la Delegación de Defensa en Extremadura, la Diputación Provincial de Badajoz, la Audiencia Provincial de Badajoz, la Jefatura Superior de Policía de Extremadura, la Guardia Civil de Extremadura y de la Fiscalía Provincial de Badajoz. También es cabeza de su partido judicial y capital de su comarca (con antecedentes en 1594), siendo una de las dos principales sedes de la Archidiócesis de Mérida-Badajoz y ejerciendo de sede metropolitana de la Provincia Eclesiástica de Mérida-Badajoz (los Archivos Históricos y el Arzobispado se encuentran en Badajoz) y de su correspondiente vicaría episcopal. Es un importante enclave natural y ornitológico, ya que es la única ZEPA urbana del país.
Su importancia geoestratégica y fronteriza condicionó su historia como plaza fuerte y amurallada. La ciudad fue eje de las relaciones diplomáticas entre España y Portugal y en ella se celebraron tratados y bodas reales. En 1580, Felipe II trasladó la Corte al completo a Badajoz, mientras se desarrollaba la campaña de ocupación lusitana. En la actualidad, sus buenas relaciones transfronterizas con la portuguesa y vecina Elvas han dado lugar a un acuerdo, desde 2013, como eurociudad, para impulsar un crecimiento conjunto.
Fundada por Ibn Marwán en el año 875, sobre un asentamiento ocupado desde las épocas más remotas de la prehistoria, se instaló sobre una población visigoda entonces ya desaparecida, o al menos en alto grado de decadencia, aprovechando la cima de una de las dos colinas: el Cerro de la Muela, a partir del cual se desarrolló la ciudad actual, que llegó a ser una importante capital de un extenso reino independiente en época taifa (uno de los mayores de la península), donde se encontraba una de las mayores bibliotecas del mundo árabe, siendo un importante centro cultural de la época. Tras la Reconquista, Alfonso IX de León le concedió fueros y privilegios de un extenso territorio (alfoz), por ser cabeza de antiguo reino, además de su emblema o pendón real. Desde el punto de vista jurídico fue realengo y señorial, además de ser la sede episcopal del obispado de Badajoz constituido a partir de 1255. Su relevancia político-militar y posición fronteriza la convierten, desde principios del siglo XVII, en la sede de la Capitanía General del Real Ejército de Extremadura, capital de la provincia de Extremadura (1653-1833) y, tras la división en provincias, capital de la «Baja Extremadura» como provincia de Badajoz (desde 1833), continuando, también, como capital regional; siendo el precedente institucional de la región extremeña, constituida en comunidad autónoma en 1983, asignando desde entonces una nueva capital en Mérida, aunque Badajoz seguiría conservando la sede de la Delegación del Gobierno de España en Extremadura. Además, durante el siglo XIX fue una de las sedes de la Real Audiencia de Extremadura.
En la margen derecha del río Guadiana, se encuentran las Cuestas de Orinaza o Cerro de San Cristóbal, conocidas antiguamente como «Baxernal» o «Baxarnal». Hoy los pacenses recuerdan la fundación de su ciudad en la llamada fiesta de Almossasa Batalyaws, celebrada a finales de septiembre. Cuenta con Fiestas de Interés Turístico Nacional como la Semana Santa y con Fiesta de Interés Turístico Internacional como el Carnaval, sin olvidar la Fiesta de Los Palomos, una de las más multitudinarias, en favor de la igualdad y la diversidad. También con las fiestas locales de San Juan, San José, la romería de San Isidro y la Romería de la Virgen de Bótoa (con orígenes en el siglo XIV y declarada Fiesta de Interés Turístico en 1965).
El casco antiguo de Badajoz, también conocido como barrio histórico, compone el sector más antiguo. A pesar de haber sido una ciudad muy castigada por las numerosas guerras, conserva multitud de edificios declarados Bien de Interés Cultural, con un importante complejo histórico y arqueológico en su parte monumental. Destaca la alcazaba de Badajoz (la mayor de Europa y de las más grandes del mundo en perímetro y extensión)), la catedral de San Juan Bautista, la plaza Alta y las antiguas casas consistoriales, el recinto abaluartado (el más largo de España), la torre de Espantaperros, la puerta de Palmas, el puente de Palmas sobre el Guadiana, la iglesia de Santa Catalina, y el Real Monasterio de Santa Ana, entre otros edificios y vestigios históricos de diferentes estilos, épocas y funcionalidades. Además de un importante patrimonio histórico-documental en sus archivos, así como el patrimonio histórico que alberga en sus numerosos museos, centros de interpretación e instituciones culturales, cuyas sedes son palacios o edificios históricos. Es la sede de la Biblioteca de Extremadura, junto a la Facultad de Ciencias de la Documentación y la Comunicación de la Universidad de Extremadura y próxima a la sede de la UNED. Se ha posicionado recientemente como «Capital Cultural del Suroeste Ibérico».

## Toponimia
El primer nombre documentado de la ciudad es, en el siglo IX, el árabe Baṭalyūs (بَطَلْيُوس), que no tiene ningún sentido en esta lengua y es, por tanto, una adaptación de algún topónimo anterior que no ha llegado hasta nosotros. Desde el nombre árabe, la evolución fonética hasta la actual 'Badajoz' es totalmente regular, y sus formas intermedias están documentadas.
Debido a la errónea vinculación con la antigua ciudad de Pax Iulia (correspondiente, en realidad, a la portuguesa Beja), el gentilicio que se usa para sus habitantes es el de «pacense», aunque actualmente también se acepta la forma «badajocense», si bien se escucha con menor frecuencia.
Moviéndose en el terreno de las hipótesis (puesto que no hay documentación), el origen del posible topónimo preárabe de la ciudad de Badajoz podría estar en el sintagma latino vadum clausum («vado cerrado»), pues es el resultado esperado de esa forma, y la ciudad fue fundada en 875 junto a un vado del Guadiana. Este topónimo aparece en el año 932 en un único documento gallego con la mención Badaliaucu (si bien no es posible saber con certeza si se refiere a nuestra ciudad), que recuerda al topónimo francés Badaillac (Cantal), con variantes documentadas como Bataliús, Batalioz, Badalioz, Badalianzu, Badalocio, Badalonçe, Badalloi, Badallocio, Badallontio, Badallioz, Badalloç, Badajoç y otras construcciones con metátesis de los mismos vocablos. Se han señalado históricamente otras hipótesis, como el de asentar su origen en la expresión árabe balad al yawz («tierra de nogales») como sugería fray Diego de Guadix en 1593, pero ya se ha visto más arriba que el verdadero nombre árabe de la ciudad está muy bien documentado.
Su designación en portugués y gallego antiguo era Badalhouce durante el período de la dinastía filipina (actualmente Badajoz y Badaxoz respectivamente).

## Geografía
Badajoz está situada en el sudoeste de la península ibérica y al oeste de la provincia que lleva su nombre, en el límite con Portugal. Su casco urbano dista un kilómetro de la frontera portuguesa de Caya que recibe su nombre del río que, en esa zona, separa España de Portugal. Está integrado en la comarca de Tierra de Badajoz.
En términos geológicos, está emplazada en la Submeseta Sur. Fue fundada a orillas del Guadiana sobre un cerro de calizas paleozoicas, labrado por el río hasta dejarlo en un resalte de 60 m de altura. En este cerro, denominado de la Muela, se encuentra la Alcazaba, uno de los principales monumentos de la ciudad. El término municipal de Badajoz se asienta sobre suelos derivados de los depósitos terciarios, que empastaron los relieves paleozoicos. La altitud del centro de la ciudad es de 182 m sobre el nivel del mar, mientras que la altitud del municipio varía desde los 150 m en el último tramo en el municipio del río Guadiana hasta los 532 m al norte del mismo, en el pico Cancho de la Bandera (sierra Luriana).

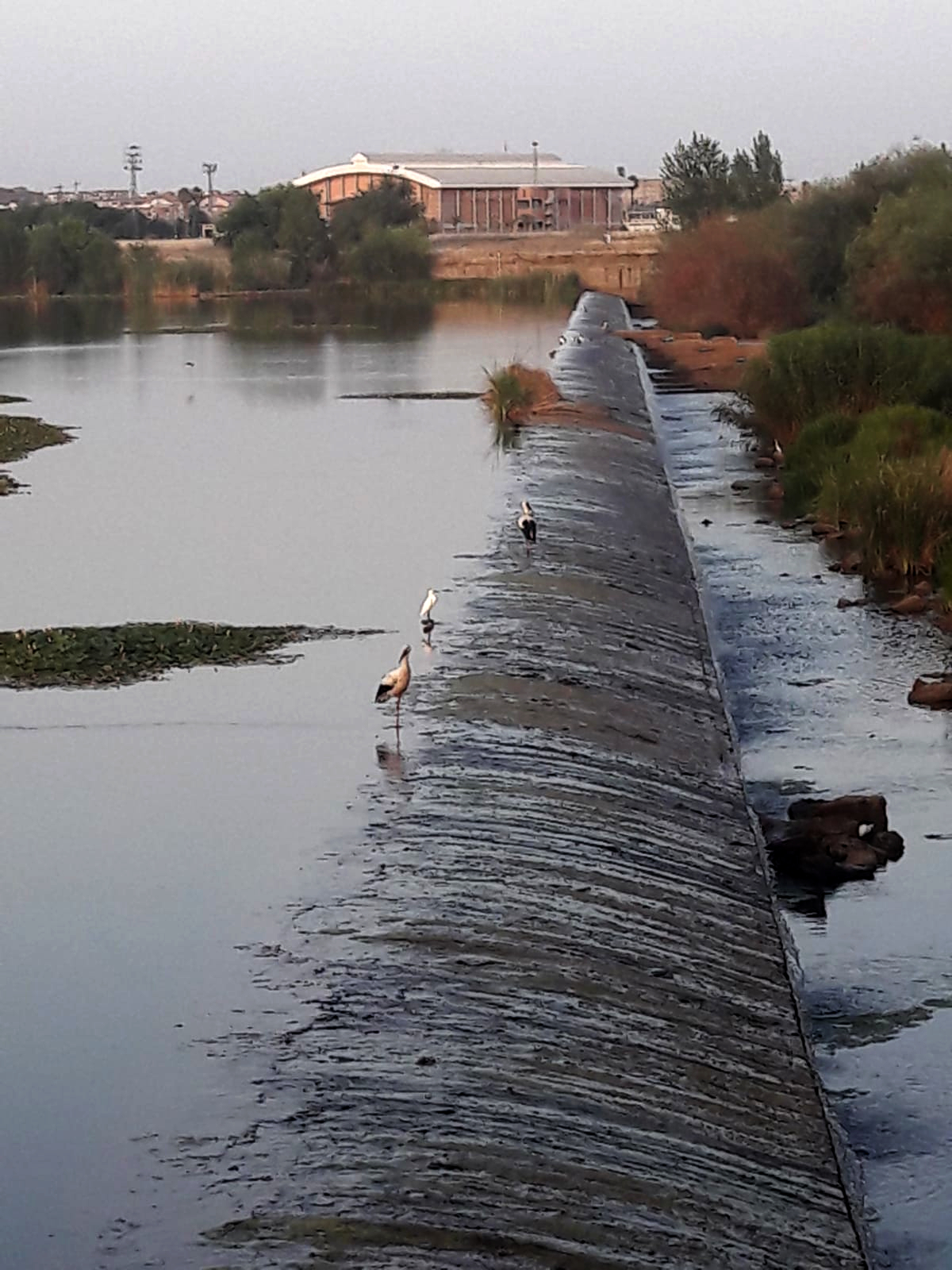
Azud en el río Guadiana en Badajoz

El relieve de Badajoz es muy llano, ya que en gran parte está ocupado por la vega del Guadiana. Las altitudes de esta zona, por debajo de 200 m sobre el nivel del mar, son las menores de Extremadura. A medida que se aleja uno del río, aumenta ligeramente la altitud, de manera que en el norte del municipio, en las estribaciones de la sierra de San Pedro (sierra de Loriana), supera los 500 m. También al sur, en las áreas de dehesa próximas a Barcarrota, Valverde de Leganés y Almendral el relieve es algo más abrupto.
El Guadiana, uno de los ríos más importantes de la península ibérica, surca la ciudad de este a oeste para después girar hacia el sur. Otros de los ríos que recorren el territorio son el Zapatón y el Olivenza, ambos afluentes del Guadiana, el primero por la derecha y el segundo por la izquierda.
Su término municipal, que hace frontera por el oeste con Portugal, es el de mayor extensión de la provincia a pesar de que su territorio está muy reducido con respecto a la demarcación histórica del pasado (que comprendía localidades como Valdelacalzada, Pueblonuevo del Guadiana, Guadiana, Talavera la Real, La Albuera, Valverde de Leganés, Almendral, Villar del Rey, Puebla de Obando, La Roca de la Sierra y Campomayor, e incluso otras más lejanas como Feria y Zafra.
| Noroeste: San Vicente de Alcántara y Portugal | Norte: Alburquerque, Villar del Rey, Cáceres y Puebla de Obando | Nordeste: Mérida y La Roca de la Sierra                                                                                        |
| Oeste: Portugal                               |                                                                 | Este: Montijo, Guadiana, Valdelacalzada, Pueblonuevo del Guadiana, Talavera la Real y Lobón                                    |
| Suroeste: Olivenza                            | Sur: Valverde de Leganés, Olivenza, Barcarrota y Almendral      | Sureste: Solana de los Barros, Retamar, Cortegana, Corte de Peleas, Entrín Bajo, Nogales, Torre de Miguel Sesmero y La Albuera |

### Clima

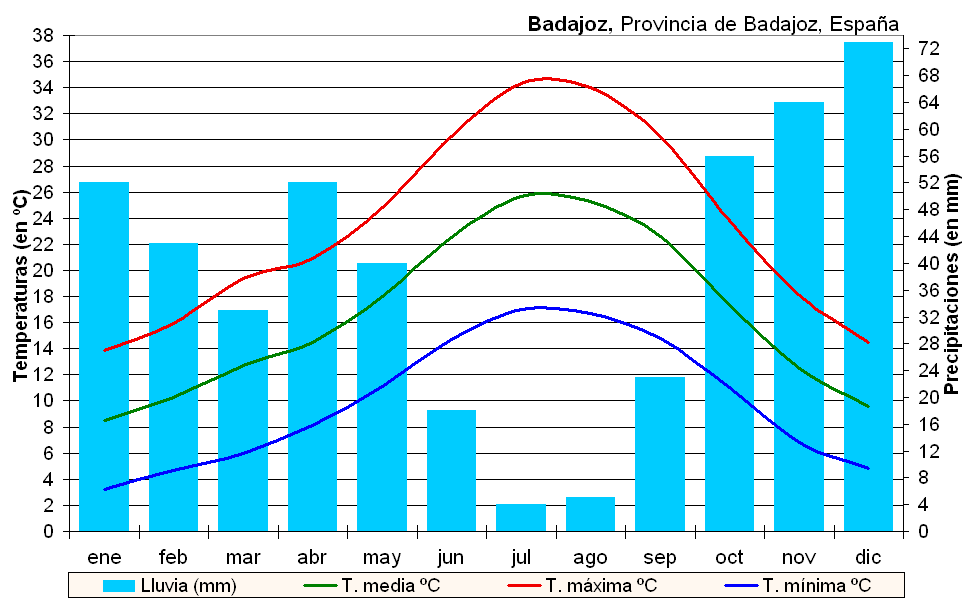
Climograma de Badajoz

De acuerdo con la clasificación climática de Köppen, el clima de Badajoz es clima mediterráneo (Csa), pudiéndose considerar, de acuerdo con otras fuentes, clima mediterráneo continentalizado, (aunque con cierta influencia atlántica), por caracterizarse generalmente por una importante amplitud térmica. Los inviernos no son excesivamente fríos, siendo algo más suaves que en otras zonas del interior, pero con mínimas que llegan a bajar de los 0 °C con cierta frecuencia, teniendo una media de unos 20 días de heladas. Por otra parte, los veranos son calurosos, con máximas que pueden alcanzar o incluso superar en ocasiones los 40 °C. Las precipitaciones son a veces irregulares, con una media anual de cierta consideración en torno a los 500 mm. Los meses más lluviosos son los de noviembre y diciembre. En cambio, los veranos suelen ser secos con tan sólo algunas precipitaciones de carácter tormentoso generalmente. En otoño y primavera el clima es más inestable que en el resto del año, produciéndose con cierta frecuencia tormentas. Es frecuente, asimismo, la aparición de numerosas nieblas que pueden ser persistentes, sobre todo en invierno, pudiendo durar en ocasiones varios días seguidos sin levantarse, al estar situada la ciudad en pleno valle del Guadiana.
| Parámetros climáticos promedio de observatorio del Aeropuerto de Badajoz (185 m s. n. m. ) (periodo de referencia: 1991-2020, extremos: 1955-presente) | Parámetros climáticos promedio de observatorio del Aeropuerto de Badajoz (185 m s. n. m. ) (periodo de referencia: 1991-2020, extremos: 1955-presente) | Parámetros climáticos promedio de observatorio del Aeropuerto de Badajoz (185 m s. n. m. ) (periodo de referencia: 1991-2020, extremos: 1955-presente) | Parámetros climáticos promedio de observatorio del Aeropuerto de Badajoz (185 m s. n. m. ) (periodo de referencia: 1991-2020, extremos: 1955-presente) | Parámetros climáticos promedio de observatorio del Aeropuerto de Badajoz (185 m s. n. m. ) (periodo de referencia: 1991-2020, extremos: 1955-presente) | Parámetros climáticos promedio de observatorio del Aeropuerto de Badajoz (185 m s. n. m. ) (periodo de referencia: 1991-2020, extremos: 1955-presente) | Parámetros climáticos promedio de observatorio del Aeropuerto de Badajoz (185 m s. n. m. ) (periodo de referencia: 1991-2020, extremos: 1955-presente) | Parámetros climáticos promedio de observatorio del Aeropuerto de Badajoz (185 m s. n. m. ) (periodo de referencia: 1991-2020, extremos: 1955-presente) | Parámetros climáticos promedio de observatorio del Aeropuerto de Badajoz (185 m s. n. m. ) (periodo de referencia: 1991-2020, extremos: 1955-presente) | Parámetros climáticos promedio de observatorio del Aeropuerto de Badajoz (185 m s. n. m. ) (periodo de referencia: 1991-2020, extremos: 1955-presente) | Parámetros climáticos promedio de observatorio del Aeropuerto de Badajoz (185 m s. n. m. ) (periodo de referencia: 1991-2020, extremos: 1955-presente) | Parámetros climáticos promedio de observatorio del Aeropuerto de Badajoz (185 m s. n. m. ) (periodo de referencia: 1991-2020, extremos: 1955-presente) | Parámetros climáticos promedio de observatorio del Aeropuerto de Badajoz (185 m s. n. m. ) (periodo de referencia: 1991-2020, extremos: 1955-presente) | Parámetros climáticos promedio de observatorio del Aeropuerto de Badajoz (185 m s. n. m. ) (periodo de referencia: 1991-2020, extremos: 1955-presente) |
| Mes | Ene. | Feb. | Mar. | Abr. | May. | Jun. | Jul. | Ago. | Sep. | Oct. | Nov. | Dic. | Anual |
| --- | --- | --- | --- | --- | --- | --- | --- | --- | --- | --- | --- | --- | --- |
| Temp. máx. abs. (°C) | 23.2 | 29.0 | 32.4 | 36.1 | 39.2 | 43.4 | 45.4 | 46.0 | 43.7 | 36.9 | 29.2 | 25.6 | 46.0 |
| Temp. máx. media (°C) | 14.2 | 16.4 | 20.0 | 22.2 | 26.6 | 31.7 | 35.2 | 35.0 | 30.5 | 24.5 | 18.2 | 14.6 | 24.1 |
| Temp. media (°C) | 8.9 | 10.4 | 13.4 | 15.7 | 19.5 | 23.7 | 26.4 | 26.4 | 23.0 | 18.2 | 12.8 | 9.7 | 17.3 |
| Temp. mín. media (°C) | 3.6 | 4.4 | 6.8 | 9.1 | 12.3 | 15.7 | 17.6 | 17.7 | 15.5 | 11.9 | 7.3 | 4.8 | 10.6 |
| Temp. mín. abs. (°C) | -7.2 | -6.6 | -2.8 | -1.2 | 4.0 | 6.8 | 9.6 | 9.0 | 6.0 | -2.2 | -4.4 | -7.0 | -7.2 |
| Precipitación total (mm) | 46 | 39 | 41 | 43 | 38 | 12 | 3 | 5 | 23 | 63 | 60 | 56 | 428 |
| Días de precipitaciones (≥ 1 mm) | 6.3 | 5.5 | 6.1 | 6.9 | 5.5 | 1.8 | 0.5 | 0.8 | 3.3 | 7.4 | 7.0 | 7.1 | 58.1 |
| Días de nevadas (≥ 0.01 mm) | 0.0 | 0.0 | 0.0 | 0.0 | 0.0 | 0.0 | 0.0 | 0.0 | 0.0 | 0.0 | 0.0 | 0.0 | 0.1 |
| Horas de sol | 143 | 175 | 226 | 252 | 304 | 348 | 388 | 353 | 273 | 211 | 156 | 121 | 2959 |
| Humedad relativa (%) | 80 | 72 | 65 | 63 | 56 | 49 | 46 | 47 | 55 | 67 | 76 | 82 | 63 |
| Fuente: Agencia Estatal de Meteorología | | | | | | | | | | | | | |

| Concepto                                      | Valor numérico     | Fecha                     |
| --------------------------------------------- | ------------------ | ------------------------- |
| Máximo número de días de lluvia en el mes     | 24                 | noviembre de 1997         |
| Máximo número de días de nieve en el mes      | 2                  | marzo de 1975             |
| Máximo número de días de tormenta en el mes   | 9                  | mayo de 2011              |
| Precipitación máxima en un día                | 119.1 l/m²         | 5 de noviembre de 1997    |
| Precipitación mensual más alta                | 269.7 l/m²         | noviembre de 1997         |
| Precipitación mensual más baja                | 0.0 l/m²           | diciembre de 1988         |
| Racha máxima de viento: velocidad y dirección | Vel: 153, Dir: 230 | 13 de enero de 1969 19:55 |
| Temperatura máxima absoluta                   | 46 °C              | 4 de agosto de 2018       |
| Temperatura mínima absoluta                   | -7.2 °C            | 28 de enero de 2005       |

### Flora y fauna

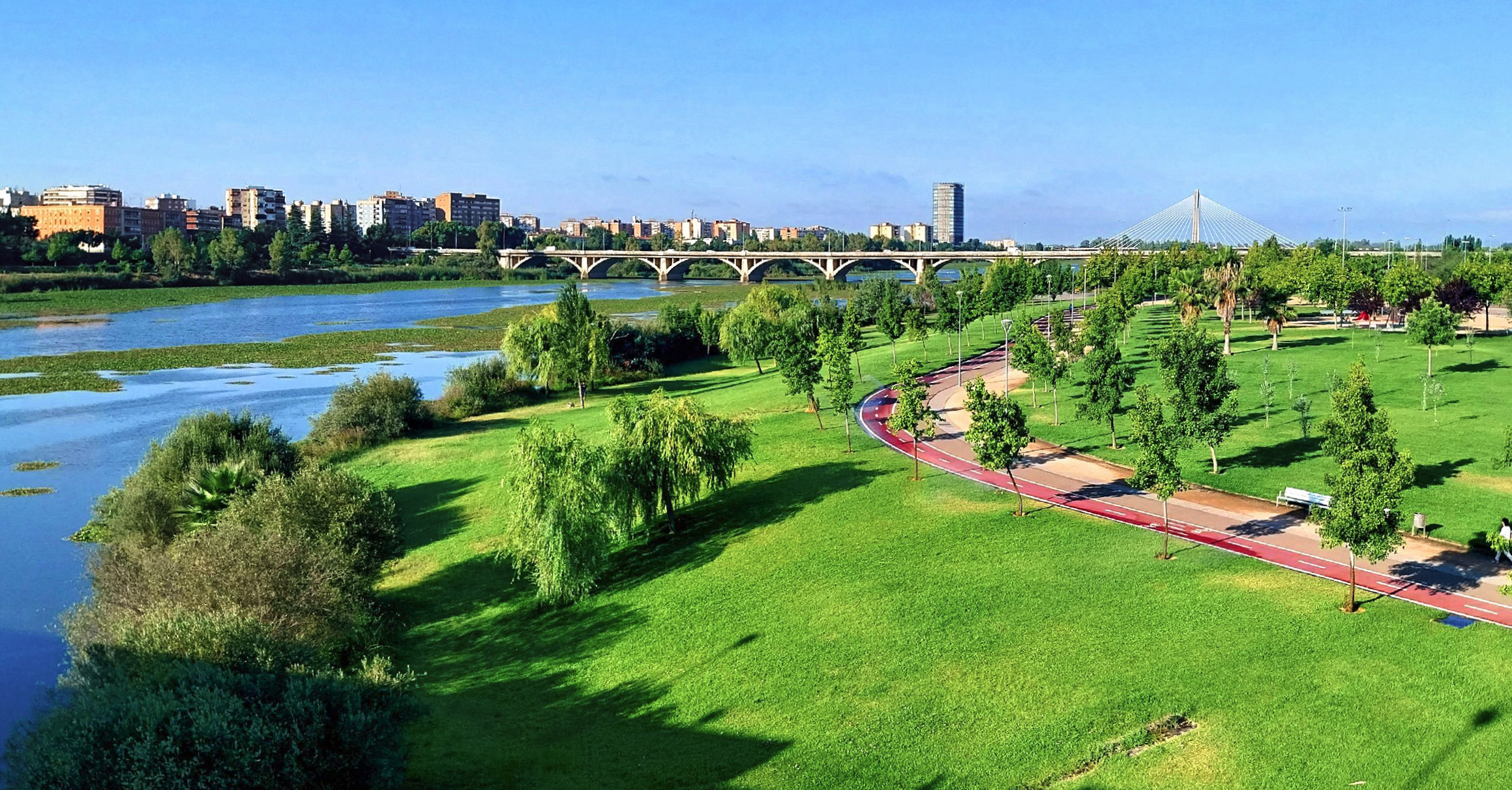
Parque del Guadiana, visto desde el puente de las Palmas

Badajoz presenta un importante patrimonio natural, teniendo como máximo exponente toda la avifauna asociada al río Guadiana a su paso por la ciudad. Dicho tramo urbano del río está catalogado como ZEPA (Zona de Especial Protección de Aves) según la Directiva Aves, siendo una de las 21 existentes en núcleos urbanos en la región. Además, esta ZEPA se encuentra flanqueada por dos ZEC (Zonas de Especial Conservación) de la Directiva Hábitat: río Gévora Bajo y Guadiana internacional, solapándose este último con parte de la ZEPA. La fauna que alberga la ZEPA está considerada como de importancia internacional según los criterios de RAMSAR.

## Historia
Antes de entrar en la misma y aunque se mencione brevemente, caben destacar las últimas declaraciones de Luis Berrocal-Rangel, Catedrático en Prehistoria. Dijo pues que Ibn Marwan, militar musulmán y fundador de la ciudad, aprovechó las murallas celtas/romanas/visigodas ya existentes (acomodando estas a sus necesidades para construir La Alcazaba), llegando incluso a respetar el nombre ya establecido en dicha zona: Badaliacu o Bataliu.

## Demografía

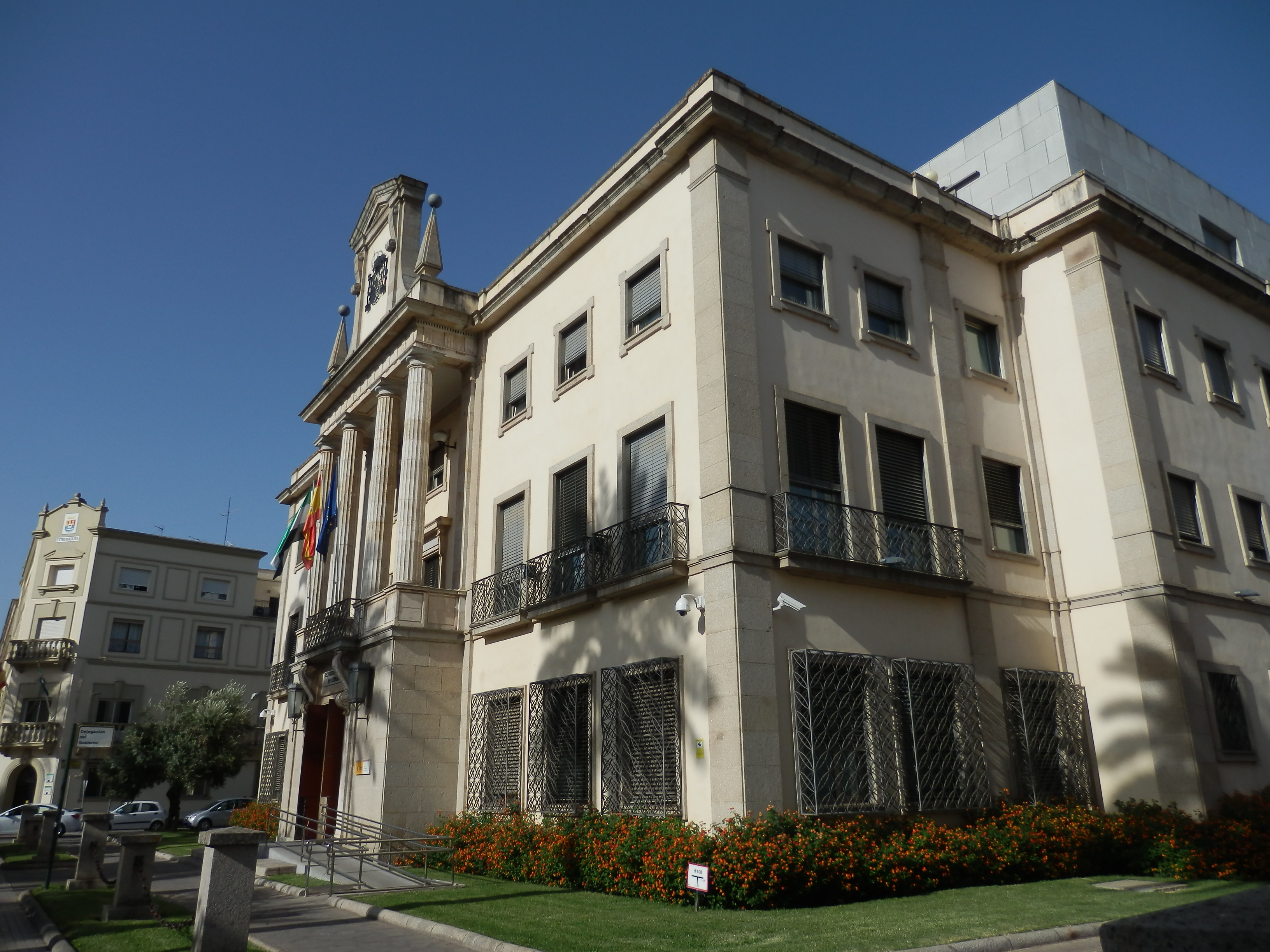
Delegación del Gobierno en Extremadura

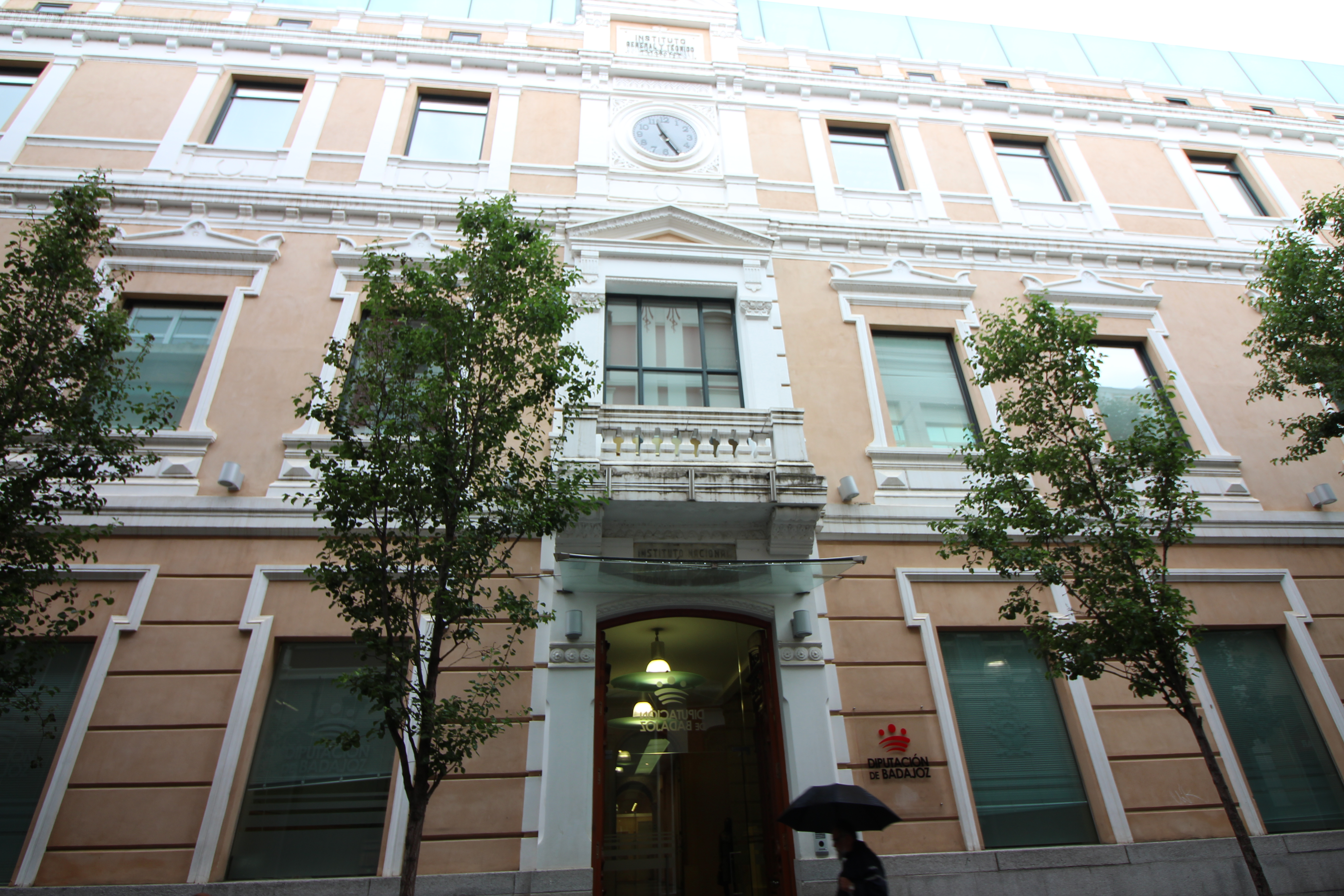
Diputación Provincial de Badajoz

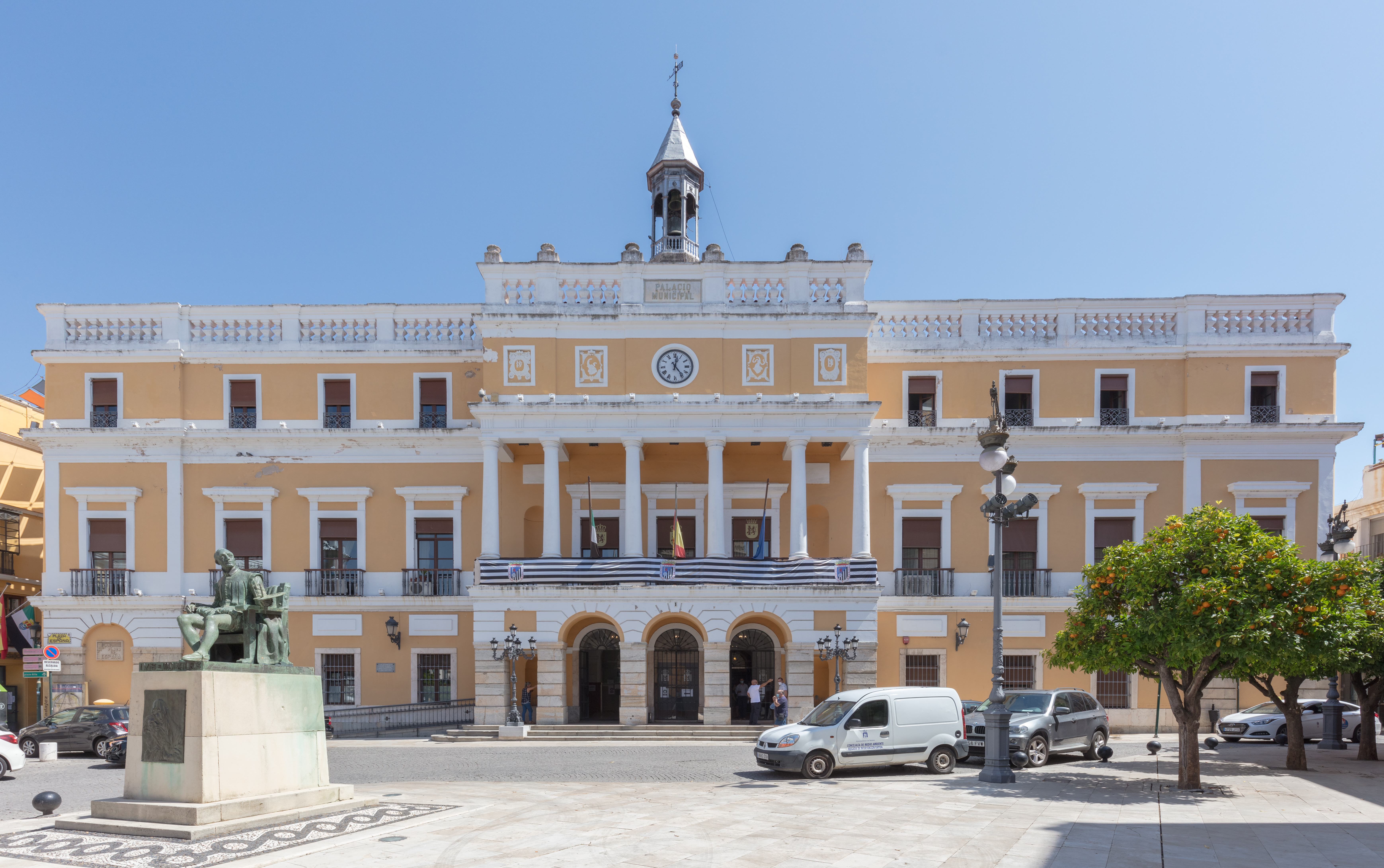
Ayuntamiento de Badajoz

Badajoz cuenta con una población de 150 570 habitantes (INE 2024).
| Gráfica de evolución demográfica de Badajoz entre 1842 y 2021 |
| |
| Población de derecho según los censos de población del INE Población de hecho según los censos de población del INEEntre el censo de 2001 y el anterior, disminuye el término del municipio porque independiza a Valdelacalzada y a Pueblonuevo del Guadiana |

Es la ciudad más poblada de Extremadura, y la comarca de Badajoz cuenta con 178 953 habitantes (INE 2010). Pese a que es la ciudad con mayor número de habitantes de Extremadura, presenta una densidad de población relativamente baja (104,57 hab/km²), debido a la extensión de su término municipal, uno de los más grandes de España, con 1440,37 km². Aun así, tiene una densidad mayor que la del conjunto español (99,89 hab/km²). En comparación con el dato extremeño, casi cuadruplica su media, situada en 2007 en 26,03 hab/km².
Debe tenerse en cuenta que, además del centro metropolitano, su término incluye pedanías, barrios y localidades de escasa población. De los 26 núcleos integrados en el municipio, solo cinco superan los 1000 habitantes, siempre al margen del casco urbano pacense. El más poblado de todos ellos es Gévora, con 2384.

## Administración y política
Badajoz es una ciudad española, capital de la homónima provincia de Badajoz, en la comunidad autónoma de Extremadura, donde se encuentra la Diputación Provincial de Badajoz, la sede de la Audiencia Provincial de Badajoz y la sede de la Fiscalía Provincial de Badajoz. También, es la sede de la Delegación de Defensa en Extremadura. Es la ciudad más poblada e importante desde el punto de vista económico de la comunidad autónoma extremeña. Es la capital de la Comarca de Tierra de Badajoz y cabecera del Partido Judicial de Badajoz. Además, pertenece a la Mancomunidad de Badajoz, Almendral y Valverde de Leganés.
Es sede de la Subdelegación del Gobierno de España en la Provincia de Badajoz y de la Delegación del Gobierno de España en la Comunidad Autónoma de Extremadura.

### Gobierno municipal
En la legislatura 2011-2015 el Ayuntamiento de Badajoz estuvo formado por veintisiete concejales, diecisiete del PP, ocho del PSOE y dos de IU. Tras las elecciones de 2011 fue elegido alcalde Miguel Ángel Celdrán Matute, del Partido Popular, pero debido a su renuncia fue sustituido en 2013 por su primer teniente de alcalde, Francisco Javier Fragoso.
| Periodo   | Nombre                   | Partido | Partido                                  |
| --------- | ------------------------ | ------- | ---------------------------------------- |
| 1979-1983 | Luis Movilla Montero     |         | Unión de Centro Democrático (UCD)        |
| 1983-1991 | Manuel Rojas Torres      |         | Partido Socialista Obrero Español (PSOE) |
| 1991-1995 | Gabriel Montesinos       |         | Partido Socialista Obrero Español (PSOE) |
| 1995-2013 | Miguel Celdrán Matute    |         | Partido Popular (PP)                     |
| 2013-2021 | Francisco Javier Fragoso |         | Partido Popular (PP)                     |
| 2021-2023 | Ignacio Gragera Barrera  |         | Ciudadanos (CS)                          |
| 2023-act. | Ignacio Gragera Barrera  |         | Partido Popular (PP)                     |

| Partido político                                  | 2023  | 2023   | 2023       | 2019  | 2019   | 2019       | 2015  | 2015   | 2015       | 2011  | 2011   | 2011       | 2007  | 2007   | 2007       |
| Partido político                                  | %     | Votos  | Concejales | %     | Votos  | Concejales | %     | Votos  | Concejales | %     | Votos  | Concejales | %     | Votos  | Concejales |
| Partido Popular (PP)                              | 44,34 | 32 880 | 14         | 30,50 | 20 937 | 9          | 39,55 | 27 953 | 13         | 56,81 | 41 438 | 17         | 49,59 | 33 937 | 15         |
| Partido Socialista Obrero Español (PSOE)          | 31,72 | 23 517 | 10         | 37,25 | 25 565 | 11         | 30,27 | 21 399 | 9          | 27,96 | 20 395 | 8          | 37,93 | 25 958 | 11         |
| Vox                                               | 10,19 | 7559   | 3          | 5,68  | 3899   | 1          | 0,54  | 381    | 0          | —     | —      | —          | —     | —      | —          |
| Podemos-Izquierda Unida (IU)                      | 4,09  | 3030   | 0          | 5,66  | 3882   | 1          | 2,85  | 2017   | 0          | 7,15  | 5214   | 2          | 9,26  | 3601   | 1          |
| Juntos por Extremadura (JUEX)                     | 3,07  | 2274   | 0          | —     | —      | —          | —     | —      | —          | —     | —      | —          | —     | —      | —          |
| Badajoz Adelante (BA)                             | 1,98  | 1468   | 0          | 4,85  | 3326   | 0          | 2,95  | 2083   | 0          | —     | —      | —          | —     | —      | —          |
| Ciudadanos (CS)                                   | 1,39  | 1027   | 0          | 13,04 | 8950   | 4          | 7,07  | 4994   | 2          | —     | —      | —          | —     | —      | —          |
| Badajoz 5 Estrellas                               | 1,15  | 854    | 0          | —     | —      | —          | —     | —      | —          | —     | —      | —          | —     | —      | —          |
| Levanta                                           | 0,33  | 244    | 0          | —     | —      | —          | —     | —      | —          | —     | —      | —          | —     | —      | —          |
| Extremeñistas-Partido de los Extremeños (PEX-EXT) | 0,27  | 199    | 0          | —     | —      | —          | —     | —      | —          | —     | —      | —          | —     | —      | —          |
| Recuperar Badajoz                                 | —     | —      | —          | —     | —      | —          | 10,41 | 7360   | 3          | —     | —      | —          | —     | —      | —          |

### Organización territorial

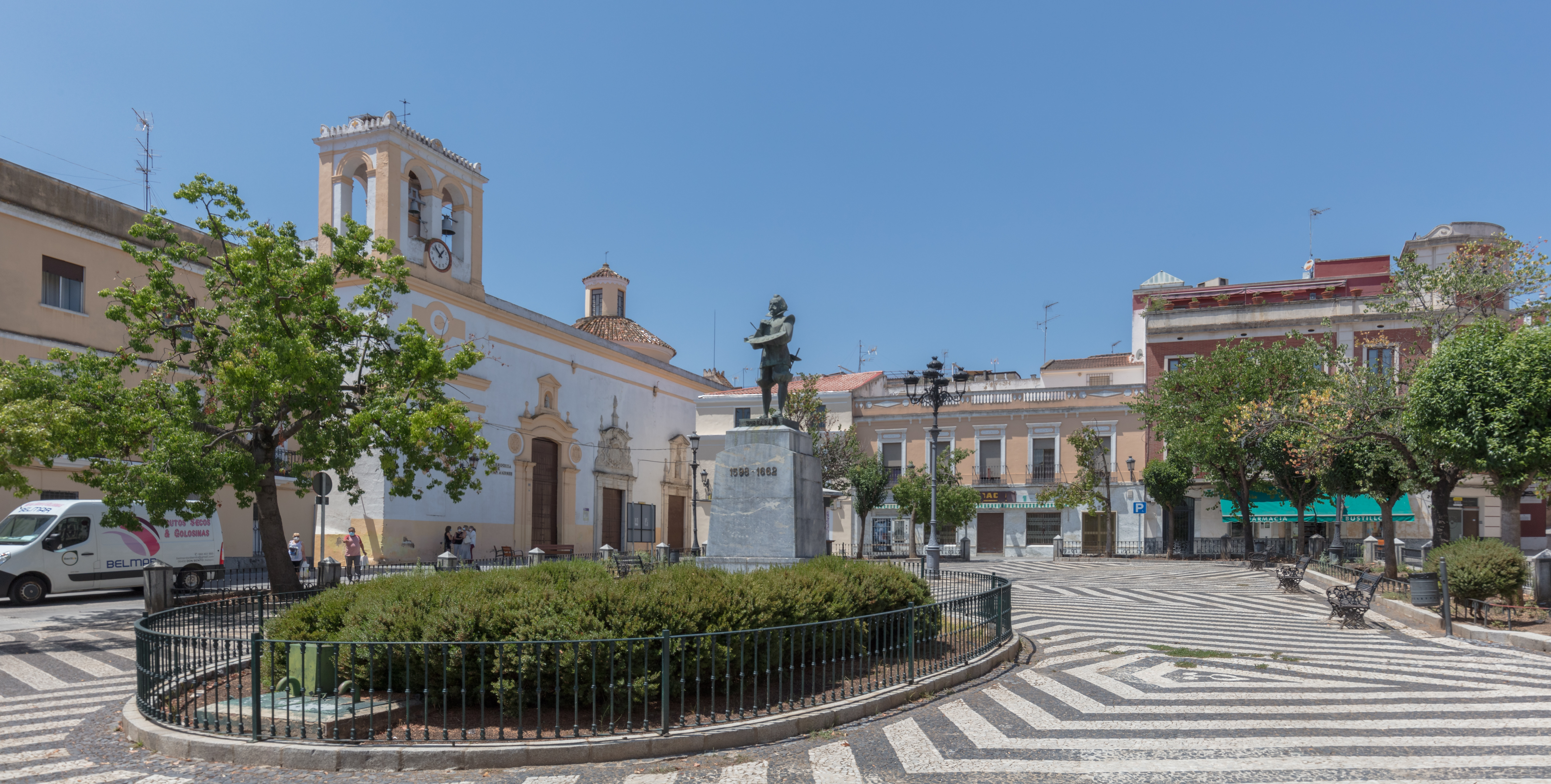
Conjunto histórico monumental de la emblemática plaza de Cervantes, con la iglesia de San Andrés y la estatua de Zurbarán

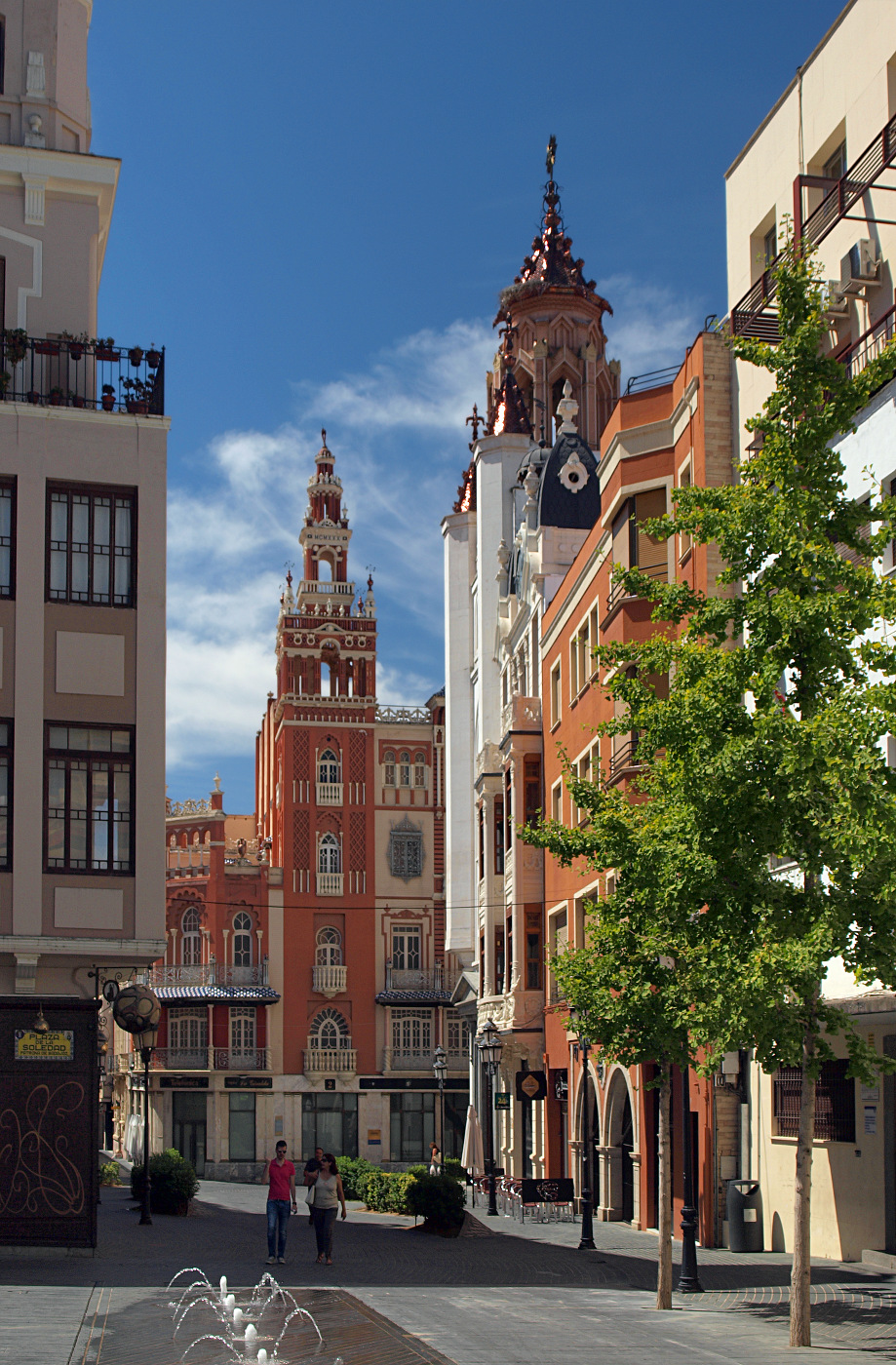
Plaza de la Soledad y la Giralda

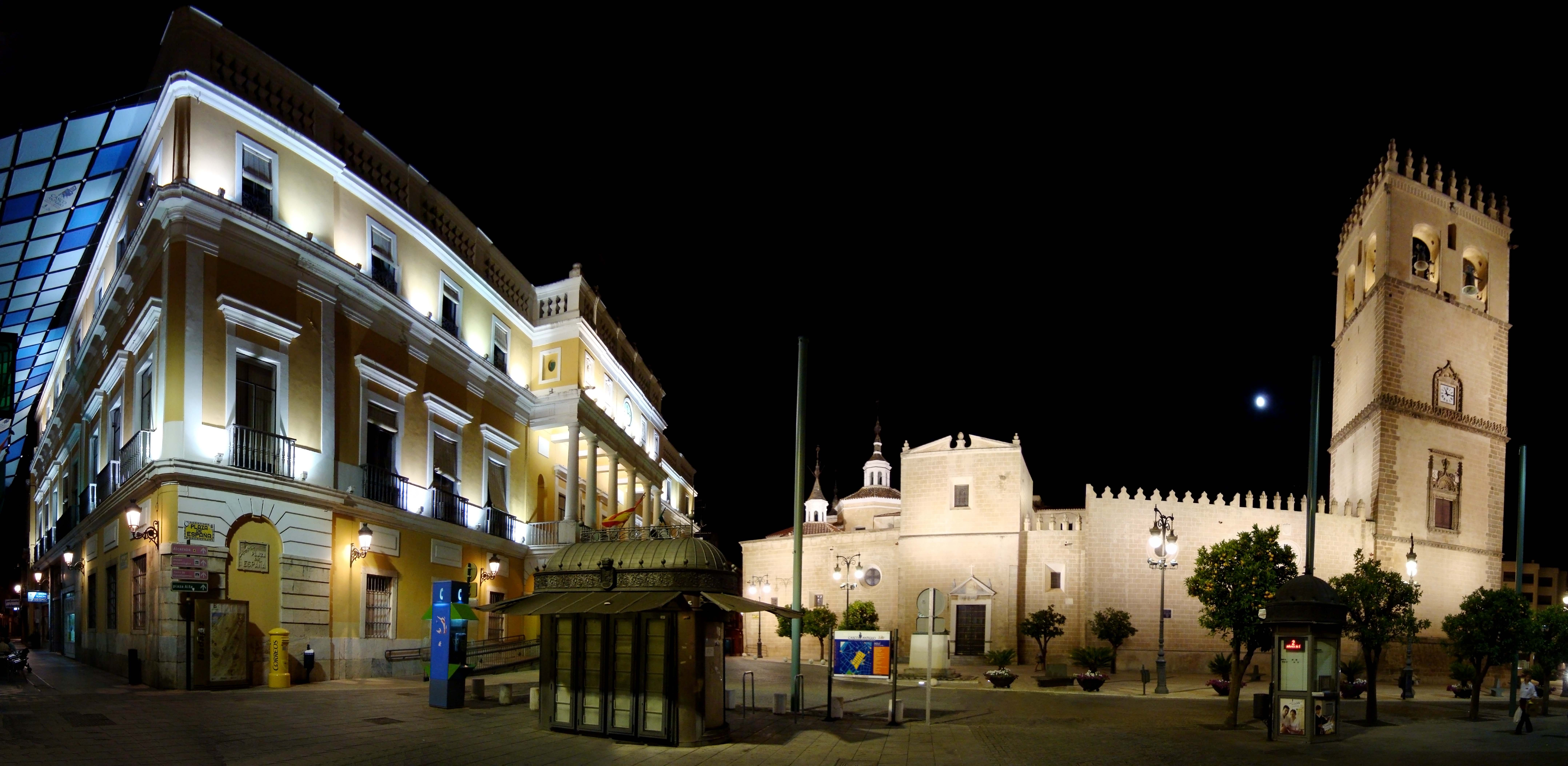
La Plaza de España y la catedral

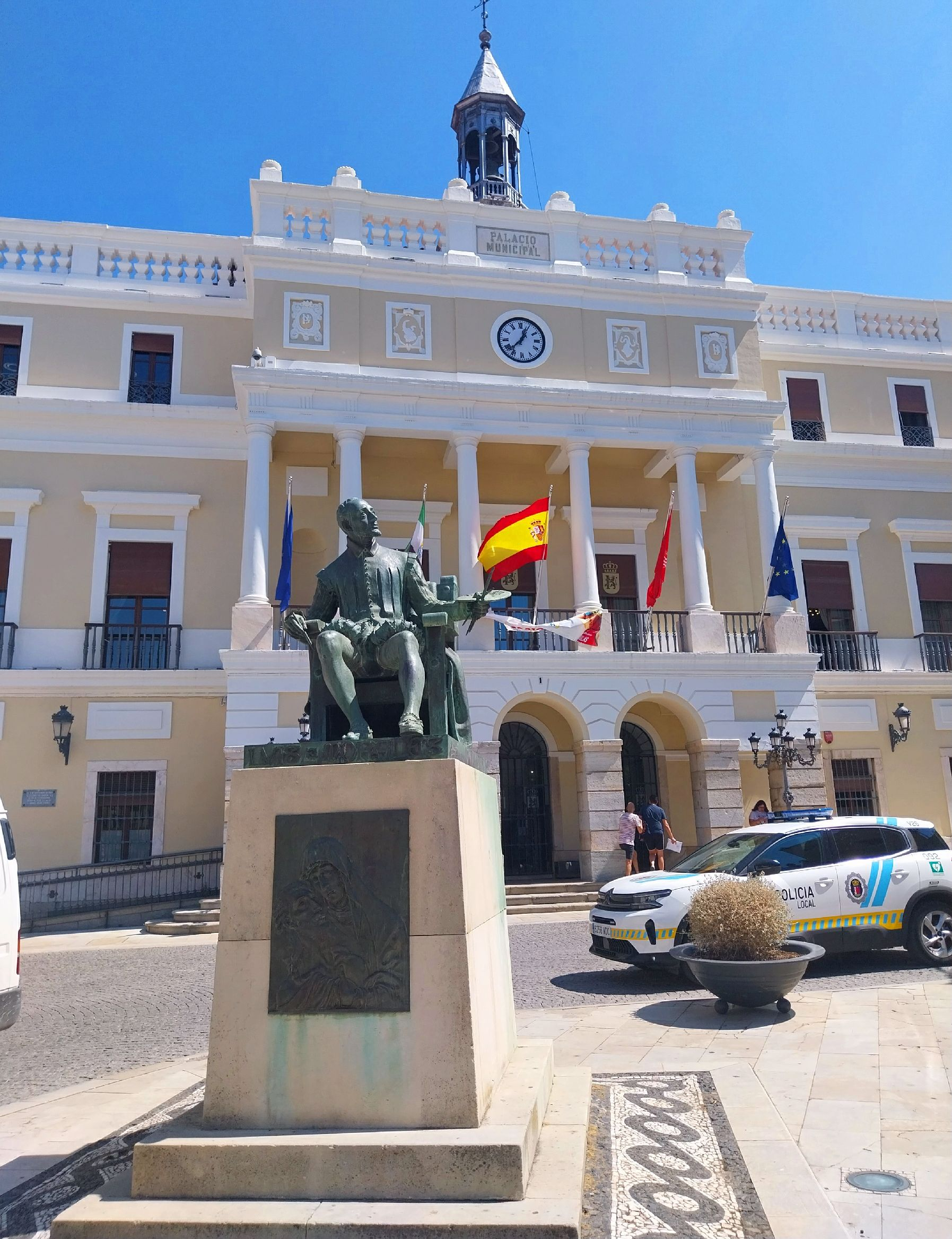
Plaza de España: Monumento a Luis de Morales y Ayuntamiento

- Antonio Domínguez
- Barriada de Llera
- Casco Antiguo
- Cerro de Reyes
- Cerro de San Miguel
- Cerro del Viento
- Ciudad Jardín
- Corazón de Jesús
- El Gurugú
- Huerta Rosales
- Jardines del Guadiana
- La Atalaya
- La Banasta
- La Pilara
- Las Moreras
- La U.V.A.
- Los Montitos
- Los Ordenandos
- María Auxiliadora
- Mirador de Cerro Gordo
- Pardaleras
- La Paz
- El Progreso
- San Fernando
- San Roque
- San Salvador
- Santa Marina
- Suerte de Saavedra
- Las Vaguadas
- Urbanización Guadiana
- Valdepasillas

#### Pedanías

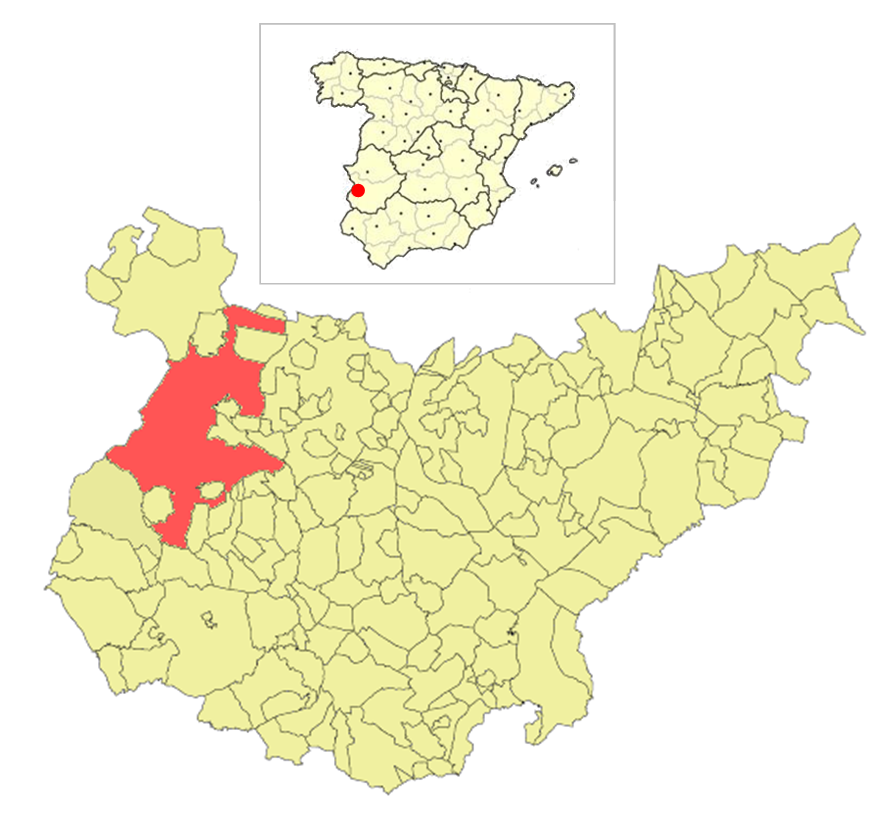
Término municipal de Badajoz

Población de los núcleos dependientes de Badajoz a 1 de enero de 2016:
| Nombre                   | Rango        | Población |
| ------------------------ | ------------ | --------- |
| Alcazaba                 | Pedanía      | 246       |
| Albalá                   | Urbanización | 175       |
| Alvarado                 | Pedanía      | 427       |
| La Atalaya               | Urbanización | 226       |
| Balboa                   | Pedanía      | 530       |
| Bótoa                    | Aldea        | 250       |
| Campofrío                | Urbanización | 40        |
| Cerro Gordo              | Urbanización | 4128      |
| Corazón de Jesús         | Barriada     | 113       |
| Cuartel de Sancha Brava  | Cuartel      | 3         |
| Dehesilla de Calamón     | Urbanización | 649       |
| El Plantío               | Urbanización | 33        |
| El Manantío              | Urbanización | 43        |
| La Pilara                | Urbanización | 747       |
| Los Montitos             | Urbanización | 643       |
| Gévora                   | Pedanía      | 2471      |
| Golf Guadiana            | Urbanización | 310       |
| Las Vaguadas             | Urbanización | 5298      |
| Las Carboneras           | Urbanización | 16        |
| La Corchuela             | Urbanización | 294       |
| Los Fresnos              | Urbanización | 609       |
| Los Pinares              | Urbanización | 23        |
| Novelda del Guadiana     | Pedanía      | 933       |
| Río Caya                 | Urbanización | 153       |
| Sagrajas                 | Pedanía      | 584       |
| Santa Engracia           | Barriada     | 142       |
| Tres Arroyos             | Urbanización | 380       |
| Valdebótoa               | Pedanía      | 1284      |
| Villafranco del Guadiana | Pedanía      | 1516      |
| Total                    | 22 286       |           |

Su territorio está muy reducido con respecto a la demarcación histórica del pasado, que comprendía localidades como: Valdelacalzada, Pueblonuevo del Guadiana, Guadiana, Talavera la Real, La Albuera, Valverde de Leganés, Almendral, Villar del Rey o incluso otras más lejanas como Feria o Zafra, que pertenecían a su término municipal. En la actualidad es el tercer término municipal más grande de España, por detrás de Cáceres y Lorca (Murcia).

### Desarrollo sostenible
En el año 2020, Badajoz se encontraba en el puesto 50 de entre las 101 ciudades españolas clasificadas por un estudio de la Universidad Politécnica de Valencia según su grado de consecución de los Objetivos de Desarrollo Sostenible marcados por la Agenda 2030. Su nivel de cumplimiento solo era alto en el objetivo sobre fin del hambre.

## Economía
El sector servicios es el dominante en la ciudad. El comercio se nutre de clientes procedentes de la provincia y de Portugal. Debido a la importancia de dichas relaciones comerciales con el país vecino, en 2006 se inauguró la nueva instalación de la Institución Ferial de Badajoz (IFEBA), junto a la frontera del río Caya. También representa un importante nudo de comunicaciones entre dos países, y está previsto la construcción de una Plataforma Logística y la llegada del tren de Alta Velocidad. La ciudad cuenta, asimismo, con un aeropuerto, situado a 14 km del núcleo urbano, ampliado en 2009, un Palacio de Congresos y un parque acuático y de ocio, Lusiberia. El suelo industrial de la ciudad se encuentra concentrado casi en su totalidad en un gran polígono industrial, El Nevero, situado junto a la A-5, el cual se encuentra continuamente en proceso de expansión. En él están instaladas empresas de los sectores más variados. Además, hay otros suelos industriales en los accesos a la ciudad y en pequeños polígonos en barrios como San Roque.

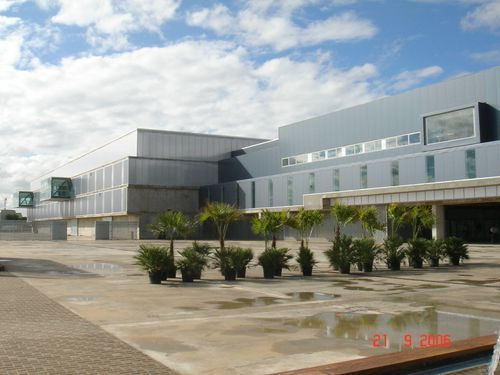
Instalaciones de IFEBA

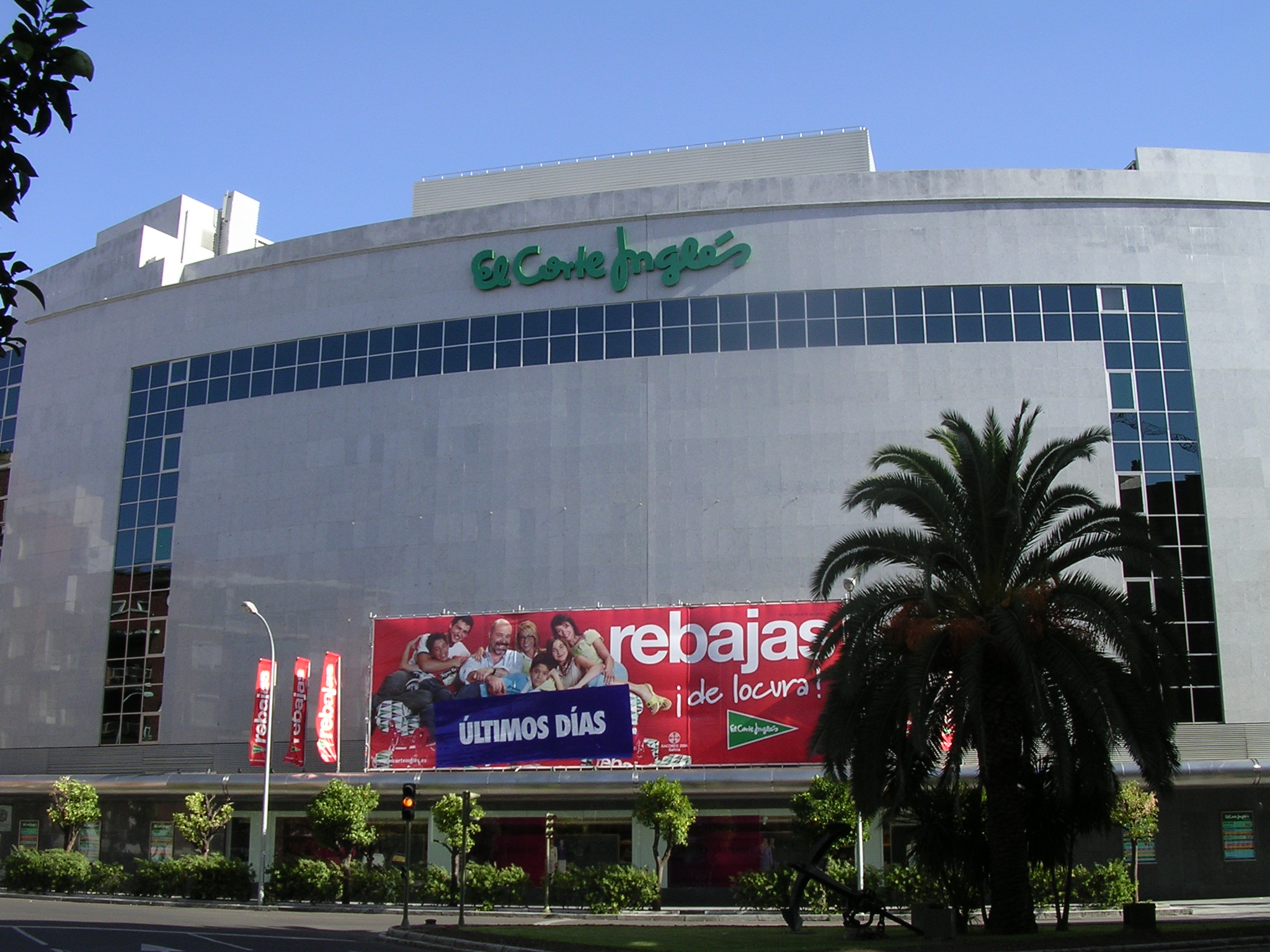
El Corte Inglés Badajoz

En verano de 2007, se presentó el proyecto de construcción de la nueva sede de la Caja de Badajoz, que comenzó a edificarse en octubre de 2008 y actualmente se encuentra en uso. Se trata de un centro financiero que cuenta con un edificio de 88 m de altura, lo que lo ha convertido en el edificio más alto de Extremadura.

### Comercio
Badajoz es, ante todo, una ciudad comercial. Su área de influencia se sitúa en el primer puesto regional con 600 000 habitantes, situándose en el 25.º puesto de España, según el Anuario Económico de España 2007, que edita el Servicio de Estudios de La Caixa. Existen varias zonas consolidadas donde abundan todo tipo de tiendas y franquicias. La calle comercial por excelencia es Menacho, donde están la mayoría de cadenas nacionales e internacionales. Esta calle, junto con otras del entorno, forman el «Centro Comercial Abierto Menacho». Se trata del principal centro comercial al aire libre de Extremadura, y es visitados por miles de portugueses al año. Esto ha hecho que se trate con especial mimo esta zona, instalándose incluso sistemas de agua nebulizada para crear un microclima más fresco.
El Casco Antiguo, tras haber perdido el liderazgo de antaño en el comercio de Badajoz, se recupera poco a poco y cada vez abren nuevos establecimientos.
Otra zona pujante es el entorno de la plaza de Conquistadores, con El Corte Inglés como principal locomotora, al cual se han unido cadenas y tiendas formando un polo de atracción comercial que se extiende por la zona de Santa Marina. Está en proyecto el que será el cuarto «Centro Comercial Abierto» de la ciudad. Respecto a grandes superficies, Badajoz cuenta con:
- El Corte Inglés
- Carrefour Valdepasillas y Valverde
- Centro Comercial Conquistadores
- Centro Comercial El Faro
- Centro Comercial La Plaza
- Centro Comercial Las Vaguadas
- Parque Comercial Ronda Norte
- Leroy Merlin

### Turismo
| Plazas hoteleras de Badajoz en 2009 | Plazas hoteleras de Badajoz en 2009 | Plazas hoteleras de Badajoz en 2009 | Plazas hoteleras de Badajoz en 2009 |
| Tipo                                | Tipo                                | Establecimientos                    | Habitaciones                        |
| ----------------------------------- | ----------------------------------- | ----------------------------------- | ----------------------------------- |
| Hoteles                             | 5 estrellas                         | 1                                   | 58                                  |
| Hoteles                             | 4 estrellas                         | 6                                   | 603                                 |
| Hoteles                             | 3 estrellas                         | 3                                   | 303                                 |
| Hoteles                             | 2 estrellas                         | 3                                   | 94                                  |
| Hoteles                             | Total                               | 13                                  | 1058                                |
| Apartahoteles                       | 3 estrellas                         | 1                                   | 50                                  |
| Apartahoteles                       | Total                               | 1                                   | 50                                  |
| Hostales                            | 2 estrellas                         | 1                                   | 8                                   |
| Hostales                            | 1 estrella                          | 8                                   | 105                                 |
| Hostales                            | Total                               | 9                                   | 113                                 |
| Pensiones                           | 1 estrella                          | 1                                   | 9                                   |
| Pensiones                           | Total                               | 1                                   | 9                                   |
| Total                               | Total                               | 24                                  | 1230                                |

La ciudad de Badajoz posee numerosos enclaves turísticos que recorren su historia, desde el año 875, fecha en que Ibn Marwan fundara la ciudad, hasta nuestros días. Además de contar con numerosos festivales, ferias y fiestas de importancia en todo el país, Badajoz cuenta con un importante enclave hotelero, que en fechas como Semana Santa o Carnavales suele llegar al 100 % de plazas hoteleras ocupadas. A las plazas hoteleras del cuadro de la derecha se le sumarán en breve otras de hoteles en construcción o proyecto, aparte de un Parador Nacional de 90 habitaciones y balneario urbano en el edificio del antiguo Hospital Provincial de San Sebastián. Badajoz cuenta con un importante Patrimonio Histórico-Cultural; destaca su casco histórico, con un gran conjunto histórico-arqueológico y monumental, con diferentes visitas guiadas.

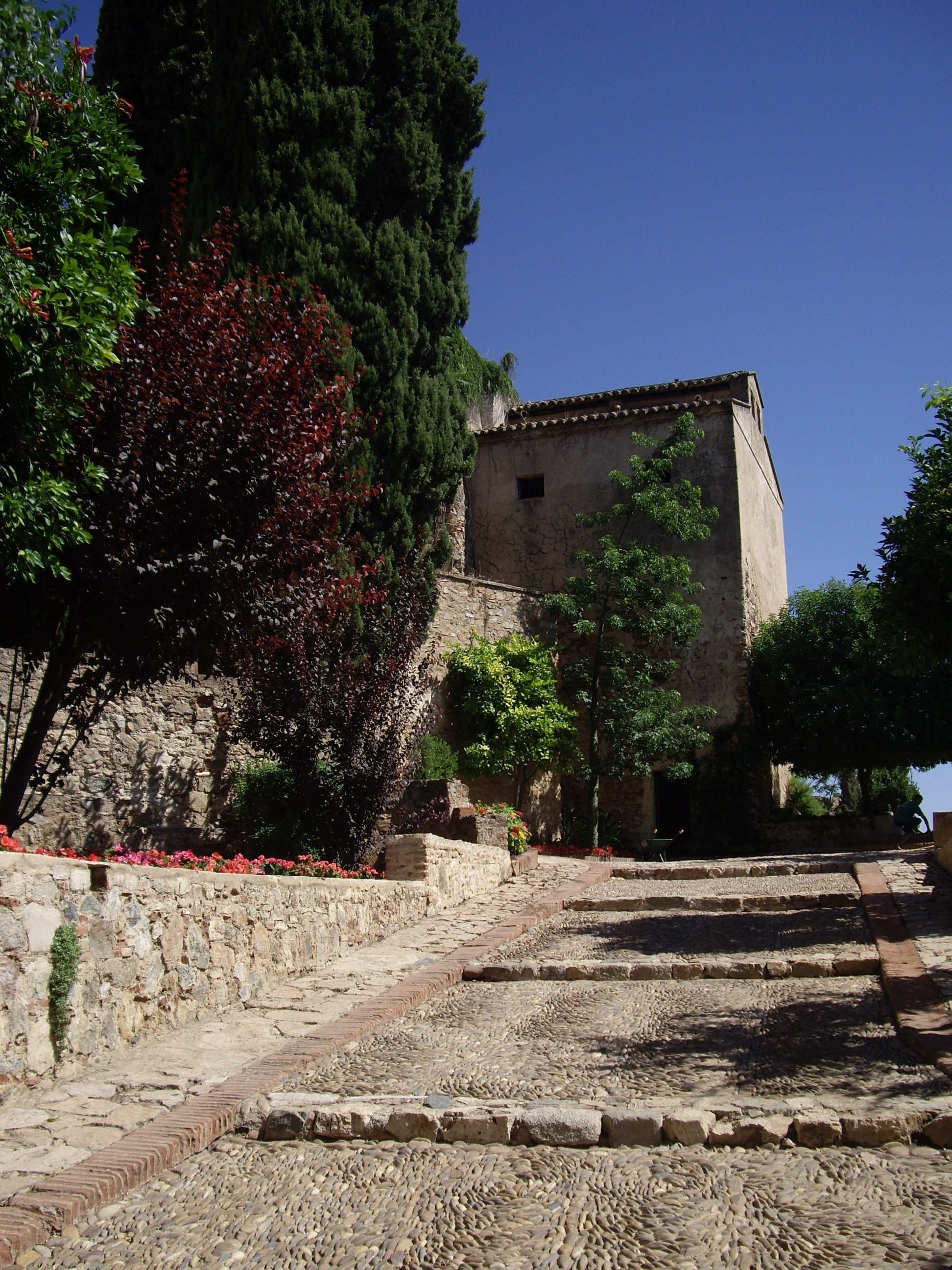
Parte antigua o casco histórico del conjunto histórico-artístico, arqueológico y monumental de la ciudad de Badajoz

Badajoz es socio-fundador de la Red de Ciudades Catedraliceas. Forma parte, junto con la vecina y portuguesa Elvas, de la Ruta de las Fortificaciones, en Cooperación transfronteriza de España y Portugal.
Eventos culturales, con gran afluencia de público, como La Ciudad Encendida y La Noche en Blanco, posiciona a la ciudad como la capital cultural del suroeste ibérico. Además, cuenta con las diferentes tradiciones, fiestas y jornadas de ámbito cultural que tienen lugar en la ciudad.
Badajoz cuenta con la única Zona de Especial Protección para las Aves (Zepa) urbana que existe en el país.
- Ruta de los Museos
- Ruta de las Fortificaciones y Puertas Históricas
- Ruta de la Alcazaba
- Ruta de las Iglesias y Conventos
- Ruta de Edificios Históricos y Singulares
- Ruta de Parques y Jardines
- Rutas Gastronómicas
- Turismo Natural y Ornitológico
- Ruta de los Conjuntos Históricos[53]

## Servicios

### Educación
Escuelas
Badajoz cuenta con numerosos colegios e institutos públicos diseminados por los distintos barrios de la ciudad.
Ciudad Universitaria
El Campus de Badajoz cuenta con las facultades de Ingenierías Agrarias, Ingenierías Industriales, Ciencias de la Documentación y la Comunicación, Ciencias, Ciencias Económicas y Empresariales, Educación y Medicina, y con la Escuela de Enfermería Hospital Infanta Cristina, adscrita al Servicio Extremeño de Salud. El Campus Virtual de la Universidad de Extremadura (CVUE) permite complementar la educación que los alumnos reciben en las aulas. En el campus de Badajoz, instalado a las afueras de la ciudad, hay instalado un observatorio astronómico, dedicado a la fotometría CCD, que cuenta con un reflector newtoniano de 40 cm de diámetro y trabaja conjuntamente con el instalado en el campus de Cáceres, el catadióptrico de 20,3 cm ubicado en Aldea Moret, a las afueras de Cáceres y el catadióptrico de 35,5 cm instalado en el Observatorio Las Pegueras Navas de Oro (Segovia), ambos dedicados a la fotometría en banda V, banda R y espectroscopia de estrellas variables.
También cuenta con la sede de la UNED, en la plaza Alta, correspondientes al Aula Universitaria de Badajoz, dependiente del Centro Regional Asociado de Mérida.
Escuela de Idiomas
- Escuela Oficial de Idiomas de Badajoz. Situado en el casco histórico, en el Palacio de Godoy.[54]

Academias privadas
- Sobresale el Centro Artístico de Badajoz. Que alberga una de las exposiciones artísticas sobre botijos más extensas de España.

### Seguridad

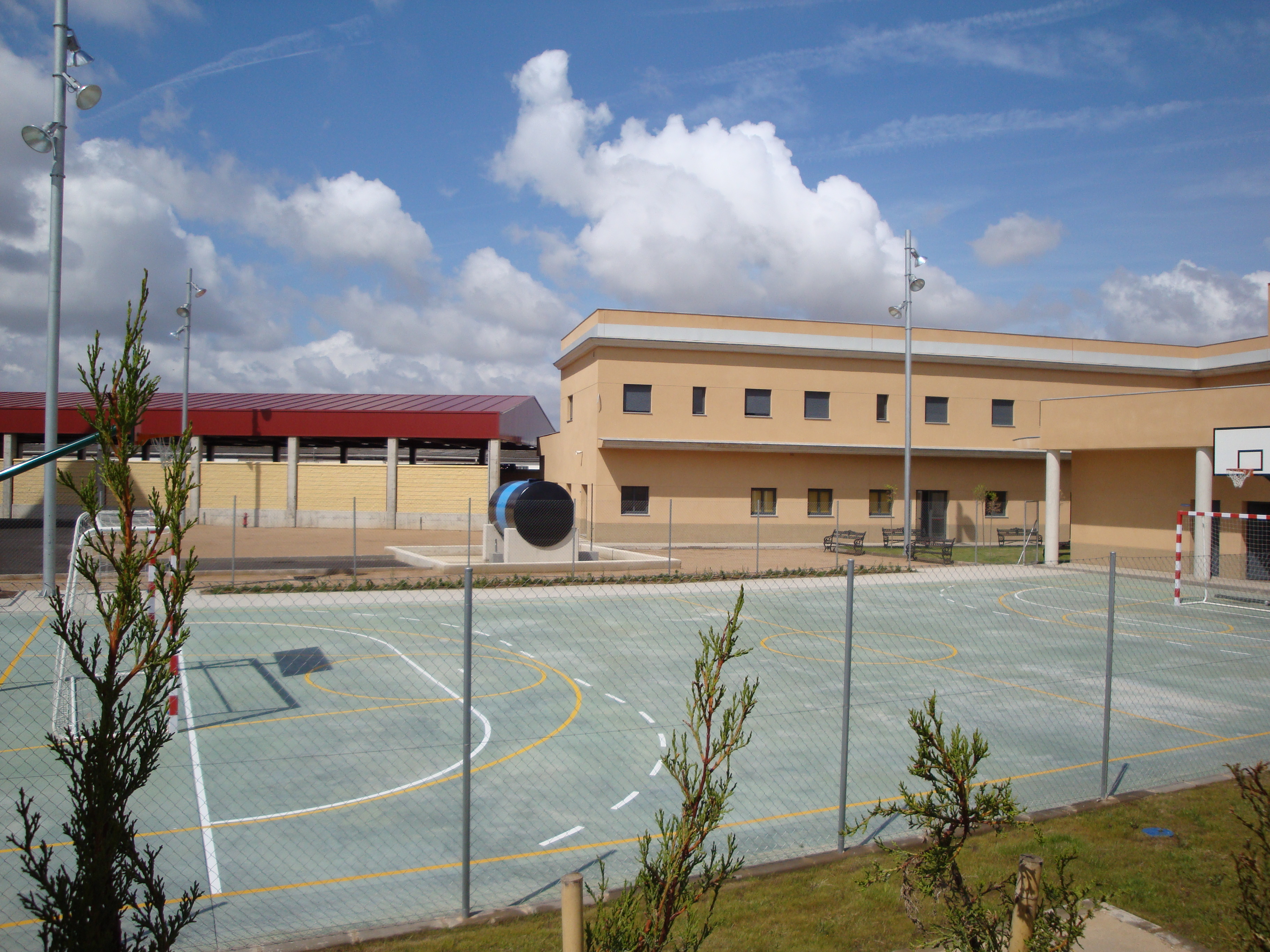
Parque de bomberos en el polígono industrial El Nevero

- Jefatura Superior de Policía de Extremadura, con sede en Badajoz y ámbito territorial de toda Extremadura. Situada en la Avda. Ramón y Cajal.
- Comandancia de la Guardia Civil y puesto de Zona de Extremadura. Situada en la plaza de Santo Domingo.
- Puesto de Tráfico de la Guardia Civil. Situado en la C/ Antonio Pessini.
- Puesto Fiscal de la Guardia Civil en el Aeropuerto de Badajoz.
- Puesto Fiscal de la Guardia Civil en la frontera de Caya.
- Unidad Regional Operativa del Servicio de Vigilancia Aduanera, tiene su sede en la Delegación Especial de la Agencia Estatal de la Administración Tributaria de Extremadura, situada en la plaza de San Francisco.
- Centro de Cooperación Policial y Aduanera de Caya (CCPA), Constituido por parte española por personal de la Guardia Civil, Policía Nacional y Vigilancia Aduanera y, por parte portuguesa, la Guardia Nacional Republicana, Servicios de Extranjeros Fronteras y Servicio de Aduanas. La sede se encuentra en el puesto fronterizo de Caya.
- Policía Local, Situado en la C/ Montesinos.
- Centro penitenciario de Badajoz. Construido en 1983, está situado en la Carretera de Olivenza, km 7,3.

Defensa
Badajoz es la sede de la Delegación de Defensa en Extremadura, y de su correspondiente subdelegación provincial, encargada de la administración militar del Ministerio de Defensa de España en la comunidad autónoma de Extremadura, También, es la sede regional, y de su correspondiente subdelegación provincial, del Instituto Social de Fuerzas Armadas. Dentro del Término Municipal de Badajoz existen actualmente dos importantes centros militares. Perteneciente al Ejército de Tierra se encuentra el acuartelamiento de Bótoa que pasó a llamarse Base General Menacho y que está situado en la carretera EX-110, donde tienen sede las siguientes unidades:
- Brigada de Infantería Mecanizada «Extremadura» XI
- Regimiento Acorazado «Castilla» n.º 16
- Regimiento de Infantería Mecanizada «Saboya» nº6
- Grupo de Artillería de Campaña ATP XI
- Batallón de Zapadores XI
- Batallón de Cuartel General XI
- Grupo Logístico XI
- Unidad de Servicios de la Base General Menacho
- Base Aérea de Talavera la Real

### Sanidad

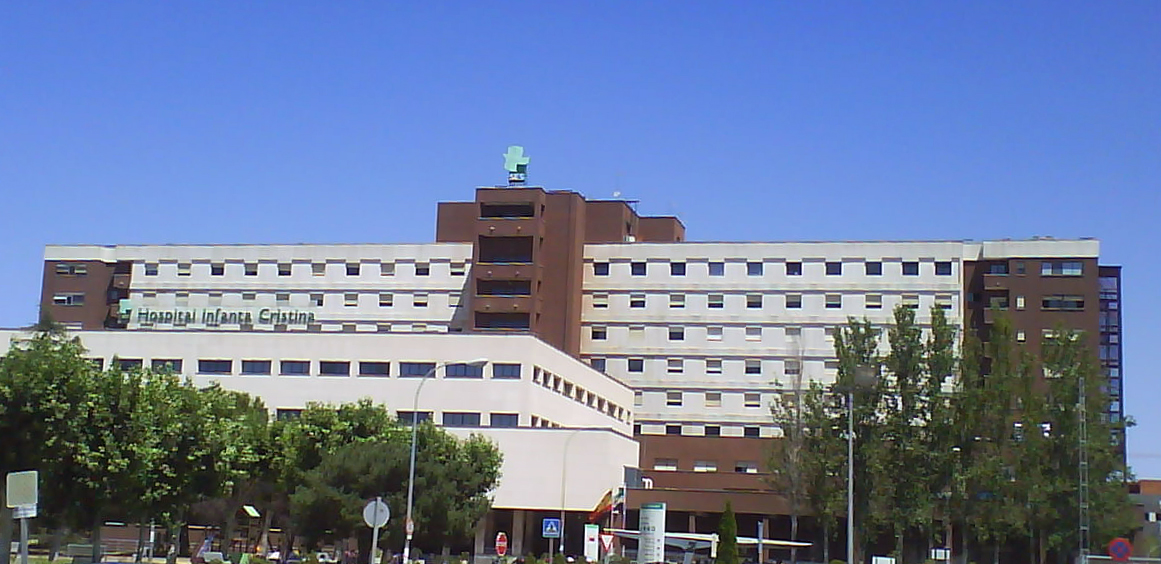
Hospital Universitario de Badajoz

Hospitales y Clínicas
- Hospital Universitario de Badajoz[58]
- Hospital Perpetuo Socorro
- Hospital Materno Infantil

Clínicas:
- Clínica Clideba, de Capio
- Clínica Caser, de Capio
- Clínica Extremeña de Salud

Centros de salud
- Ciudad Jardín[59]
- La Paz[60]
- El Progreso[61]
- San Fernando[62]
- San Roque[63]
- Valdepasillas[64]
- Zona Centro[65]
- Gévora[66][67][68]
- Cerro Gordo[69]

### Cementerios
- Cementerio de San Juan o Cementerio Viejo
- Cementerio de Nuestra Señora de la Soledad

Cementerios de las diferentes pedanías gestionados por el Ayuntamiento de Badajoz:
- Cementerio Virgen de las Nieves de Balboa
- Cementerio de la Inmaculada Concepción de Gévora
- Cementerio San Isidro de Novelda
- Cementerio Nuestra Señora de la Asunción de Sagrajas
- Cementerio Inmaculado Corazón de María de Valdebótoa
- Cementerio Santiago Apóstol de Villafranco del Guadiana

### Protección animal
- Servicio Municipal de Protección Animal[71]
- Parque canino

### Comunicaciones

#### Conexiones
Accesos por aire

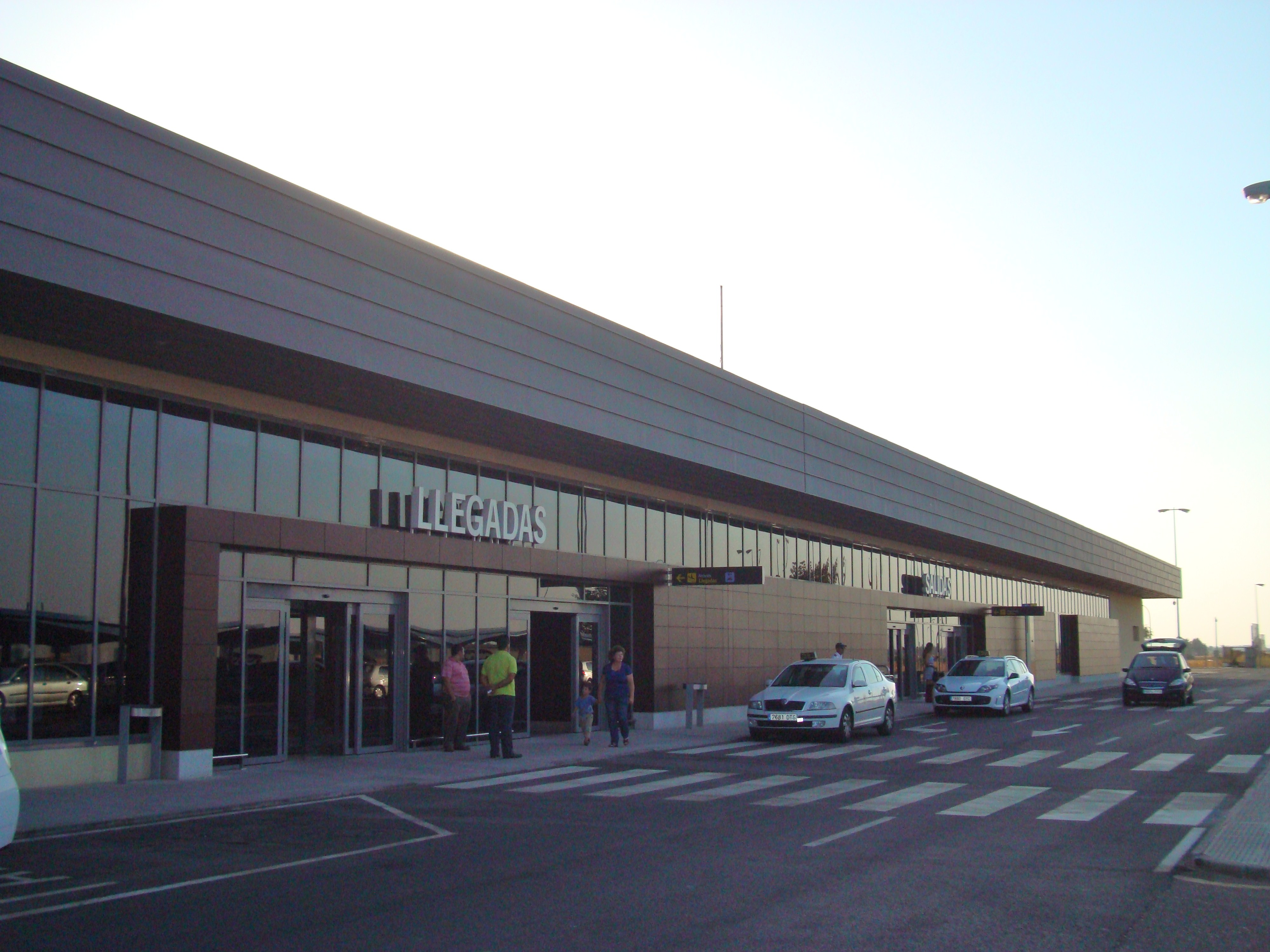
Aeropuerto de Badajoz, situado cerca de Talavera la Real

Badajoz posee un aeropuerto, situado a unos 14 km de la ciudad y próxima a la base aérea de Talavera la Real.
El Aeropuerto Internacional de Badajoz comparte pista y torre de control con la base aérea del Ejército del Aire de España, la de Talavera la Real (muy vinculada históricamente con Badajoz y su término municipal). La zona civil (aeropuerto), gestionada por AENA, cuenta con vuelos directos a Barcelona y Madrid-Barajas, y en época estival, también a Gran Canaria, Tenerife Sur, Palma de Mallorca, París-Orly y Valencia.
En cuanto a la plataforma destinada a los aviones, esta tiene 30 000 m² para aviación comercial y 5000 m² para la general. Esta permite la presencia simultánea de cinco aeronaves. En la zona central del vestíbulo se sitúan ocho mostradores de facturación más uno para equipaje especial, la terminal tiene 4401 m². El aparcamiento, 245 plazas, todas gratuitas y con marquesina. Además, posee una nueva central eléctrica que da servicio a todas las instalaciones.
Accesos por carretera

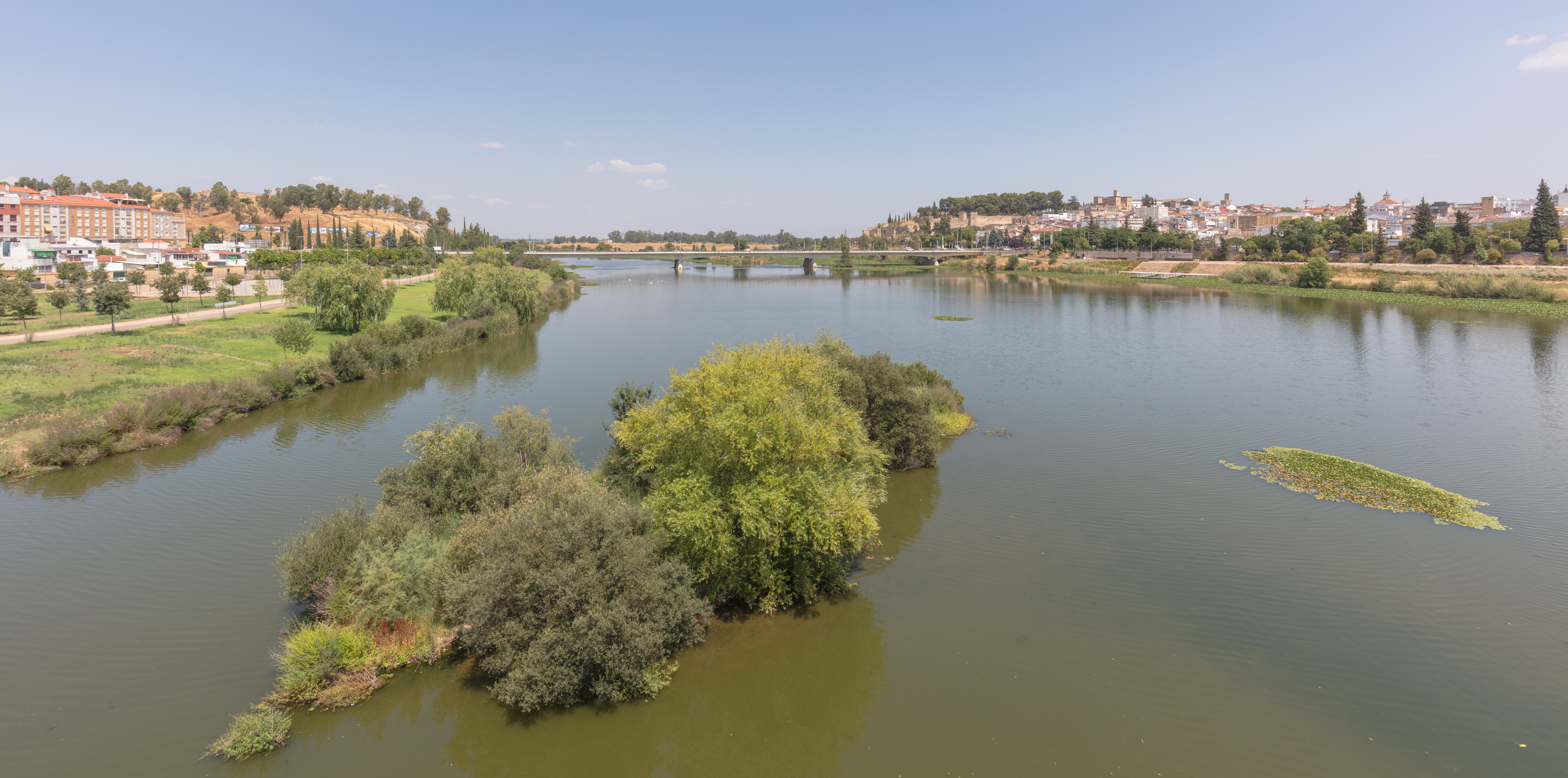
Puente de la Autonomía, uno de los puentes que conectan la ciudad, sobre el Guadiana

- A-5 Madrid-Badajoz. Conecta la ciudad con Mérida, Madrid y Lisboa. Atraviesa el término municipal entre los pK 386 y 407. Esta autovía circunvala la ciudad por el norte, pasando la antigua travesía de la N-V que atraviesa la ciudad a ser la BA-20.
- EX-C1 Ronda Sur de Badajoz: Rodea la ciudad por el sur y actualmente solo se encuentra en servicio uno de sus cuatro tramos. Cuando esté en funcionamiento, se completará así el cinturón de circunvalación de Badajoz (BA-30) formando parte de él junto a la A-5 y la A-81.
- N-430 Badajoz-Valencia, que entre Badajoz y Torrefresneda comparte trazado con la autovía A-5. Está carretera ya está convertida en la autovía A-43 en gran parte de su recorrido, faltando concretar su trazado dentro de la provincia de Badajoz, aunque la opción elegida por el Ministerio de Fomento es la sur, pasando por Don Benito, Villanueva de la Serena, Campanario, Castuera, Cabeza del Buey y Peñalsordo, para enlazar con Almadén (Ciudad Real). Falta el visto bueno del Ministerio de Medio Ambiente.
- N-432 (BA-11 en el tramo urbano) Badajoz-Córdoba-Granada, que próximamente se convertirá en la autovía A-81 (ya están acabados los estudios informativos) y que unirá la ciudad con Sevilla por autovía a través del enlace de Zafra en la A-66.
- N-435 Badajoz-Huelva, que entre Badajoz y La Albuera comparte trazado con la N-432. Se está estudiando su conversión en autovía, pero no está definido si llegará hasta la ciudad o solo hasta Fregenal de la Sierra y de ahí continuar hasta enlazar con la EX-A3 Jerez de los Caballeros-Zafra siguiendo el trazado de la EX-101.
- N-523 Cáceres-Badajoz. Se está redactando el proyecto para su conversión en la A-58.
- EX-107 Badajoz-Portugal por Villanueva del Fresno, que será convertida en la autovía regional EX-A6 entre Badajoz y Olivenza.
- EX-300 Badajoz-Almendralejo. Comparte trazado con esta vía. En el próximo Plan de Infraestructuras será convertida en la autovía regional EX-A5.
- EX-310 Badajoz-Valverde de Leganés.
- BA-020 Badajoz-Campomayor (Portugal).
- EX-022 Badajoz-Villalba de los Barros.

Accesos por ferrocarril
La estación de tren de Badajoz está situada al final de la avenida Carolina Coronado, en la margen derecha de la ciudad, en el barrio de San Fernando. Tiene enlaces directos con las siguientes localidades:
- Provincia de Badajoz: Cabeza del Buey, Castuera, Don Benito, Mérida, Montijo y Villanueva de la Serena, entre otras poblaciones menores.
- Provincia de Cáceres: Cáceres, Navalmoral de la Mata y Plasencia, entre otras poblaciones menores.
- Provincia de Toledo: Talavera de la Reina y Torrijos.
- Comunidad de Madrid: Leganés y Madrid.
- Provincia de Ciudad Real: Alcázar de San Juan, Almadén, Ciudad Real, Manzanares y Puertollano
- Portugal: Lisboa, Abrantes, Portalegre (vía Linha do Leste, de la compañía ferroviaria estatal portuguesa CP.).
- Ciudades de Albacete, Barcelona, Castellón, Tarragona y Valencia.

Badajoz contará[¿cuándo?] con una estación internacional en la línea de alta velocidad, compartida con Elvas (Portugal), en un punto próximo a la frontera, perteneciente a la línea Madrid-Talavera de la Reina-Navalmoral de la Mata-Plasencia-Cáceres-Mérida- Badajoz/Elvas-Évora-Lisboa.

#### Transporte urbano
Badajoz cuenta con un servicio de autobús urbano que conecta todas la barriadas de la ciudad y sus pedanías. La concesión la lleva Transportes Urbanos de Badajoz S.A., Tubasa, empresa del Grupo Ruiz; cuya sede está en la Avda. Santiago Ramón y Cajal. Las líneas regulares que operan en la ciudad son:
| Línea  | Itinerario                                                            | Nº Paradas |
| ------ | --------------------------------------------------------------------- | ---------- |
| 2      | Dragones Hernán Cortés - EE.FF. - Gurugú                              | 29         |
| 3      | Est. de autobuses - H. Materno. - H. Universitario - Universidad      | 26         |
| 4      | Ciudad Jardín - Cerro de Reyes - Puerta Pilar                         | 15         |
| 5      | Suerte de Saavedra - Barriada de Llera                                | 30         |
| 6      | Altozanos - Las Vaguadas                                              | 31         |
| 7      | Barriada de San Miguel - La Granadilla                                | 28         |
| 9      | H. Clínico - Universidad - Altozanos - Las Vaguadas                   | 36         |
| 11     | Estación de Autobuses - Gévora - Sagrajas - Novelda - Alcazaba        | 8          |
| 12     | Estación de Autobuses - Cerro Gordo - Villafranco - Balboa - Alvarado | 37         |
| 13     | Estación de Autobuses - Gévora - Valdebótoa                           | 4          |
| 18     | Cerro Gordo - S. Roque - H. Universitario - Universidad               | 40         |
| 21     | (Sólo festivos) Gurugú - EE.FF - S.Roque - Drag. H. Cortés            | 32         |
| C1     | Circular Exterior 1 (Hospital Clínico - Cerro de Reyes)               | 31         |
| C2     | Circular Exterior 2 (Cerro de Reyes - Hospital Clínico)               | 31         |
| CA     | Microbús Casco Antiguo (gratuito)                                     | 23         |
| CM     | Línea Cementerio (1er y 3er domingo de cada mes)                      | 12         |
| S1     | Plaza de la Libertad - Los Montitos - Las Lomas                       | 2          |
| S2     | Plaza de la Libertad - Campomanes                                     | 13         |
| M1     | Bda. de Llera - EE.FF                                                 | 34         |
| M3     | La Pilara - Dehesilla Calamón                                         | 38         |
| M4     | Avda. Huelva - Alvarado                                               | 23         |
| BuskMe | Servicio nocturno                                                     | -          |
| BuskMe | Servicio a pedanías                                                   | -          |

BIBAServicio público de alquiler de bicicletas
En marzo de 2009 se firmó el convenio entre el Ayuntamiento de Badajoz y la Junta de Extremadura para implantar en la ciudad un servicio público de alquiler de bicicletas. En su primera fase cuenta con 11 bases y 175 bicicletas. El servicio entró en funcionamiento el 28 de octubre de 2009.
El servicio de alquiler fue gratuito, previo registro, hasta final del año 2009. A partir de 2010 la tarifa es de 12 € anuales. Existe también una tarifa Turista con un coste de 2 € y poder usar la bicicleta durante toda una jornada dentro del horario de 7:30 a 22:30, a partir de ese tiempo nos penalizarán.. Sólo se puede dar de alta en la Concejalía de Turismo y sólo se necesita una fotocopia del D.N.I. y tener teléfono móvil. La recogida de bicicletas se realiza mandando un SMS al 600 124 125 con un código de bici, un código de candado y un número secreto que nos darán cuando nos demos de alta. El coste del SMS varía en función del operador que tengamos contratado. En julio de 2010 se firmó el convenio para ampliar el servicio con 12 nuevas bases y 75 bicicletas, que se pondrán en funcionamiento en los próximos meses.
| BIBA Bicicleta Pública de Badajoz  | BIBA Bicicleta Pública de Badajoz | BIBA Bicicleta Pública de Badajoz |
| Base                               | Zona                              | Nº de Bicis                       |
| ---------------------------------- | --------------------------------- | --------------------------------- |
| Plaza de España                    | Centro                            | 10                                |
| Plaza de San Atón                  | Centro                            | 10                                |
| Avenida de Colón                   | Centro                            | 10                                |
| Avenida Carolina Coronado          | San Fernando                      | 10                                |
| Estación de Ferrocarril            | San Fernando                      | 10                                |
| Estación de Autobuses              | Cerro del Viento                  | 10                                |
| Sinforiano Madroñero I             | Valdepasillas                     | 10                                |
| Sinforiano Madroñero II            | Valdepasillas                     | 10                                |
| San Roque I                        | San Roque                         | 10                                |
| San Roque II                       | San Roque                         | 10                                |
| Centro Comercial El Corte Inglés   | Santa Marina                      | 10                                |
| Centro Comercial La Plaza          | Pardaleras                        | 10                                |
| Centro Comercial Las Vaguadas      | Las Vaguadas                      | 10                                |
| Plaza de la Libertad               | Centro                            | 10                                |
| Tomás Romero de Castilla           | Valdepasillas                     | 10                                |
| Urbanización Guadiana              | San Fernando                      | 10                                |
| Escuela de I.T.A.                  | Carretera de Cáceres              | 10                                |
| Viejo Vivero                       | San Fernando                      | 10                                |
| La Granadilla                      | La Granadilla                     | 10                                |
| Facultad de Medicina               | Universidad                       | 10                                |
| Facultad de Educación y Psicología | Universidad                       | 10                                |
| Rectorado                          | Universidad                       | 10                                |
| Hospital Infanta Cristina          | Universidad                       | 10                                |

## Patrimonio

### Patrimonio

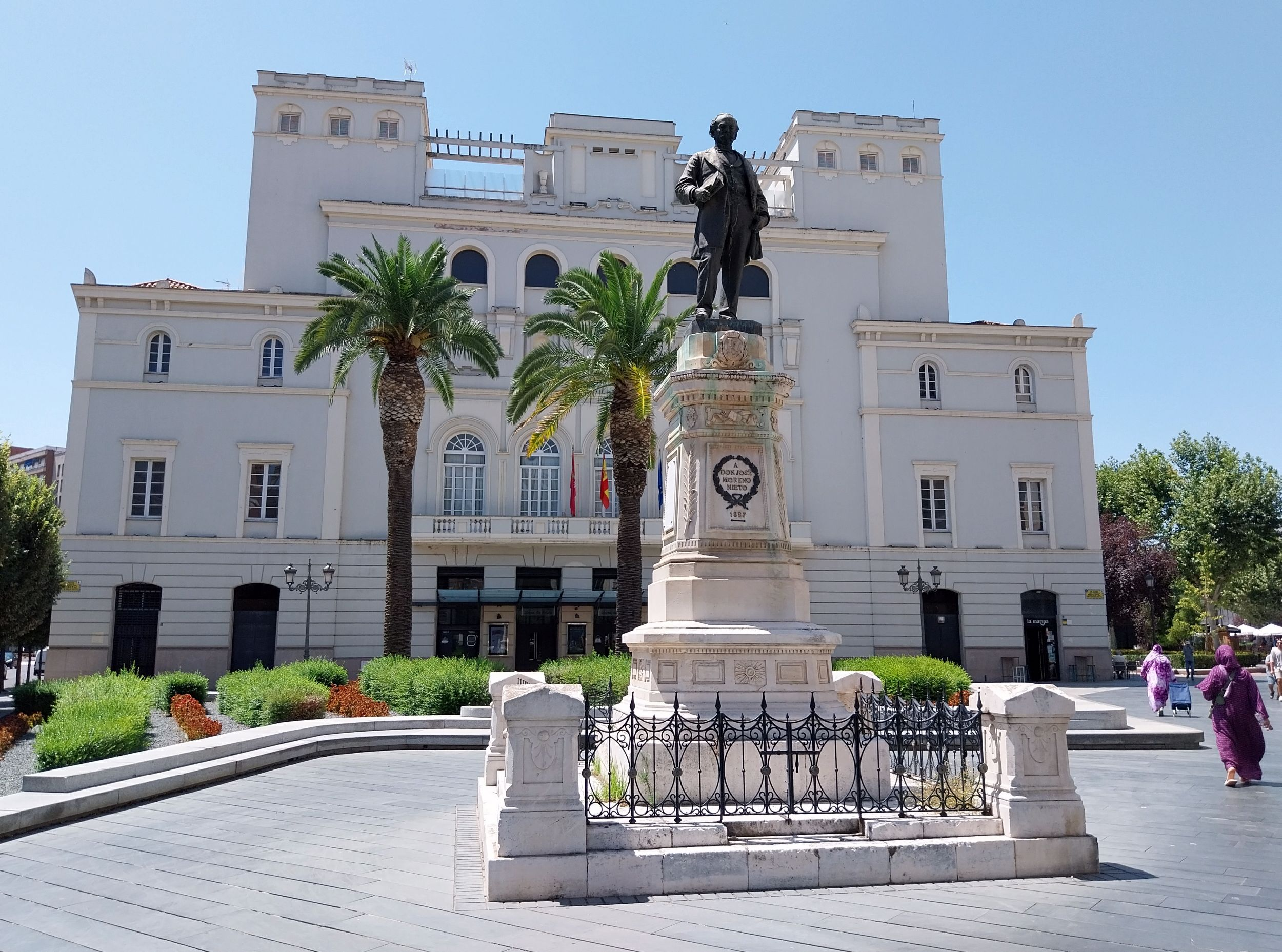
Plaza de Minayo, con el Monumento a José Moreno Nieto y el Teatro López de Ayala

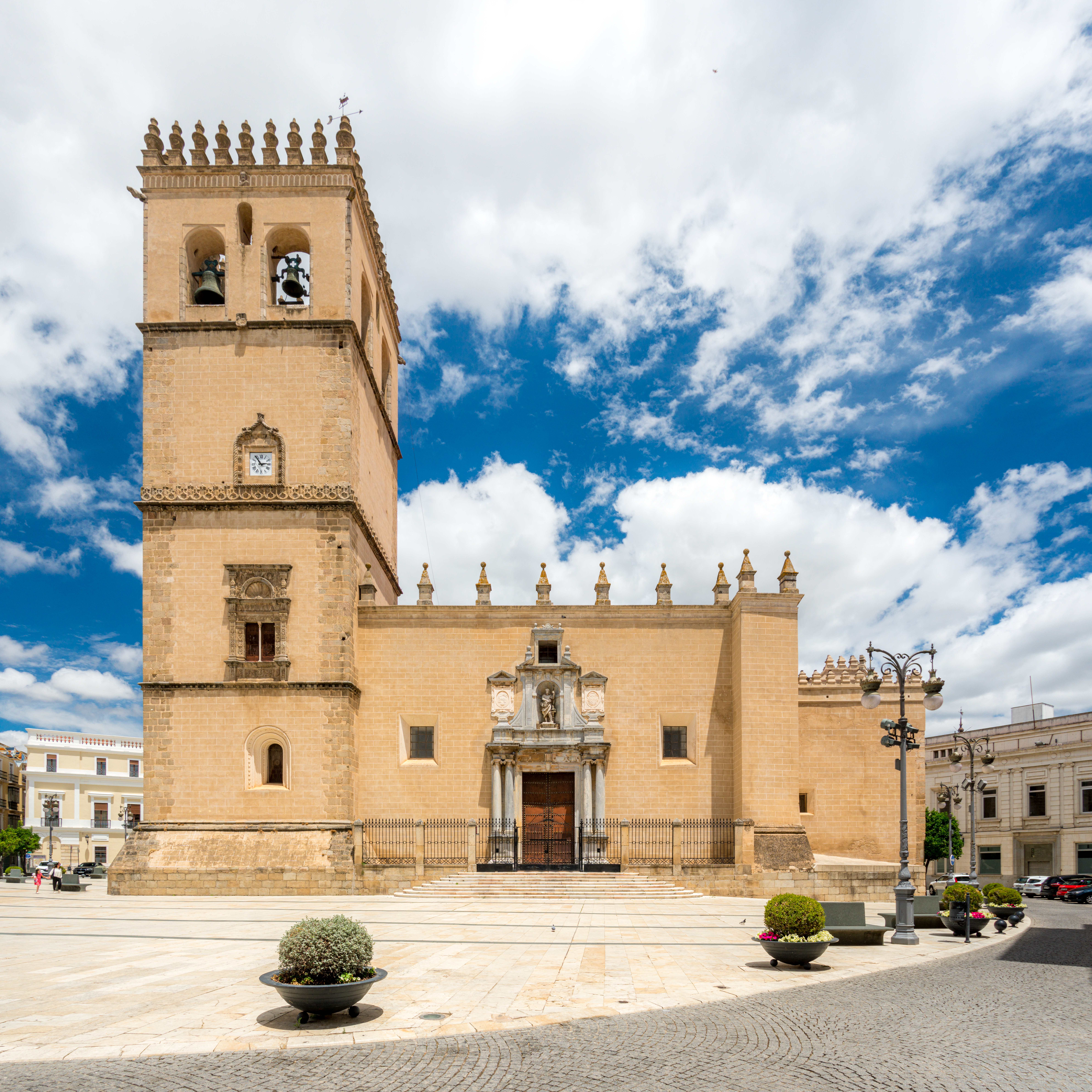
Catedral de Badajoz

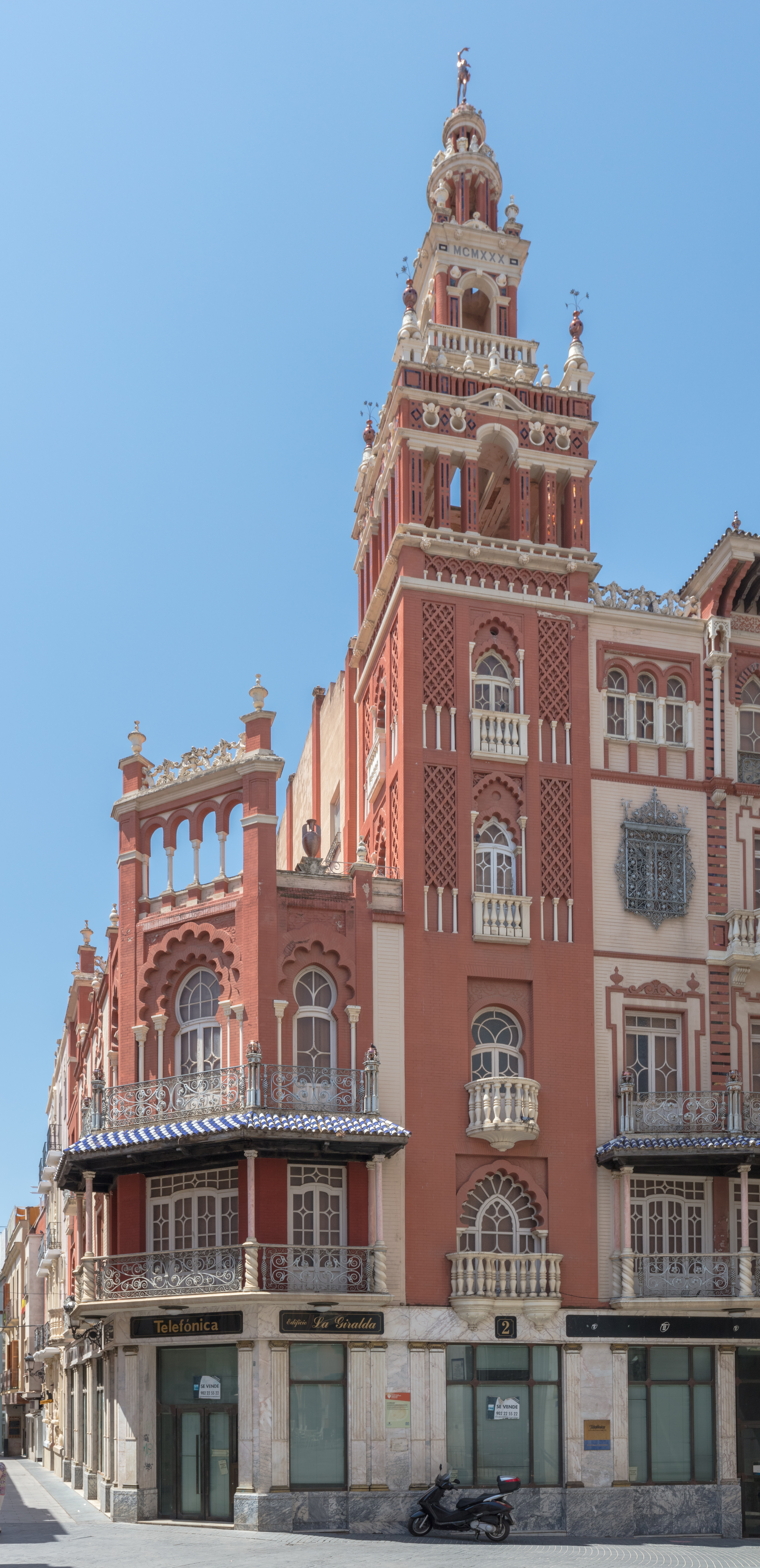
La Giralda de Badajoz, edificio enclavado en el casco antiguo

Su recinto amurallado es el más largo de España, con una longitud de 6541 m de muralla frente a los 5000 m de la de Pamplona, 3400 m la de Segovia, 2500 m de la de Ávila y 2200 m la de Lugo.
San Juan
Esta zona adquiere interés desde la Edad Media, es decir, cuando se decidió la construcción de la nueva sede catedralicia (siglos XIII-XVIII). Comprende la plaza de España, la calle Obispo San Juan de Rivera y alrededores.
- Plaza de España. Constituye el núcleo principal, cuyo trazado actual fue proyectado por el arquitecto municipal Rodolfo Martínez, durante el año 1918 y dentro de ella la gran mole catedralicia que centra el interés histórico-artístico de toda la zona.
- Palacio Municipal. No fue este el emplazamiento habitual de la Casa-Ayuntamiento, ya que con anterioridad estuvo instalado en otras zonas que configuraban el casco urbano en siglos anteriores. Hasta el año 1799 no se instala en el Campo de San Juan, en las llamadas Casas Pintadas. Este primitivo edificio quedaría en estado ruinoso y es por lo que se decidió construir el actual en 1852. Será el contratista Antonio Brazos quien lo termina en 1856, instalándose el reloj en 1889. Por el año 1937, el arquitecto municipal Rodolfo Martínez presentó un proyecto para reformar el edificio, insistiendo sobre todo en darle una uniformidad estilística, ampliando sus torres y cambiando sus elementos decorativos. Al no ser admitido, el aspecto que presenta es de tres plantas con remate en balaustrada, destacándose su portada con balcón central y columnas. Su estilo responde a ese eclecticismo en el que se combinan elementos artísticos de carácter clasicista y, a la vez, arcaicos para el momento de su construcción. Posiblemente con la reforma de Rodolfo Martínez sus caracteres serían otros muy distintos.
- Catedral de San Juan Bautista. Se inicia su construcción en 1232, poco después de la llegada de los cristianos a Badajoz. Es curioso su emplazamiento, alejado del recinto amurallado aunque, tal vez, se edificara sobre una pequeña iglesia visigótica o mozárabe. Tardó tanto en su construcción que se mezclan varios estilos y se pueden encontrar elementos góticos, barrocos, y renacentistas. Hasta el siglo XVI no se concluyó el cuerpo principal de la Catedral, y aún en el siglo XVIII se trabajaba en ella. No solo tiene interés por su trazo arquitectónico sino, también, por sus puertas, su torre y el magnífico interior con retablos (el retablo mayor es barro de 1717), rejerías (de forja del siglo XVII), tallas, pinturas, tapices, capillas, coro, claustro (gótico y manuelino de principios del siglo XVI) y otros atractivos (como la monumental lámpara central, con 102 brazos y 3750 kilos de peso o el Archivo con documentos de reyes y pontífices desde 1293).
- Monumento a Morales. Ubicado en la plaza de San Juan, frente al Ayuntamiento, y realizado por el escultor extremeño Gabino Amaya. Se concibió con un gran pedestal sobre el que se coloca el retrato sedente del pintor Luis de Morales que porta su paleta y pinceles. Se ha querido romper la rigidez con una apariencia de distensión, al estar sentado en el sillón, como meditando la creación de alguna obra pictórica. Se estableció con un concurso público al que concurrieron varios escultores y en el que salió elegido Amaya. Fue sufragada por suscripción popular, inaugurándose en el mes de abril de 1925.
- Casa Buiza. Atractiva obra de estilo regionalista, seculariza desde principios del siglo XX el costado norte de la plaza. Trabajaron los arquitectos Curro Franco y Adel Pinna entre los años 1918 y 1921. Como elementos artísticos podemos resaltar el empleo del encalado, el ladrillo vistoso y la cerámica, todos de clara influencia y evocación andaluza.
- Casa natal de Cristóbal Oudrid. Rehecha por Benito Escoriaza en 1894, fue la casa natal del músico en 1825.
- Casa del Cordón. Se trata de una vivienda particular que merece ser destacada por su fachada, en la que se encuentra el cordón que le da nombre. Pertenece estilísticamente al gótico tardío de principios del siglo XVI, momento de este en el que se utiliza el cordón como elemento decorativo y las ventanas geminadas, aunque no fuera levantado hasta el siglo XVII por los condes de la Torre del Fresno. Actualmente es sede del Arzobispado.
- Real Sociedad Económica de Amigos del País. Fundada en 1816, se instaló en la calle Hernán Cortés en 1837, convirtiéndose desde ese momento en un importante centro cultural de la ciudad.

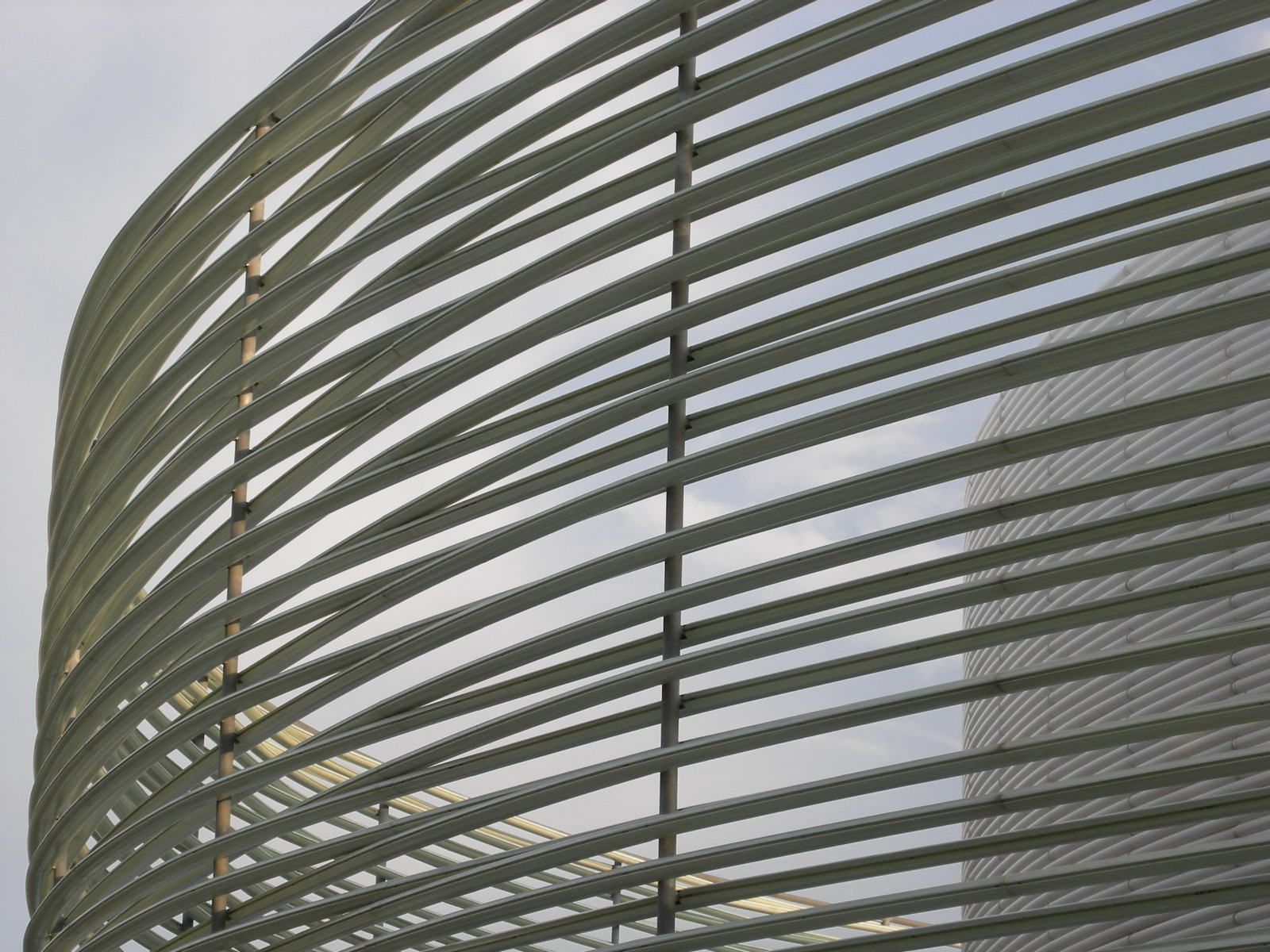
Palacio de congresos de Badajoz

- Instituto Central de Segunda Enseñanza. Institución inaugurada en 1845, que había ocupado con anterioridad otros emplazamientos. Así lo encontramos en sus inicios en el antiguo Seminario de San Atón. Pasó el Instituto a la calle del Obispo, con entrada por Hernán Cortés, hasta el año 1964 en que el Centro se dividió en masculino y femenino, quedándose el femenino en estas instalaciones, bajo el nombre Bárbara de Braganza, hasta el año 1984. Desde 2008, y tras una profunda remodelación, el edificio acoge el Consejo Consultivo de Extremadura, así como una sede de la Presidencia del Gobierno regional.
- Diputación Provincial de Badajoz. Se le cedió el edificio en 1843 con la desamortización del convento de Santa Catalina. Posteriormente se acometieron obras para levantar un Colegio de Internos al Instituto, proyecto que se abandonó en 1868, y el nuevo edificio fue ocupado por las oficinas provinciales. El Palacio de la Diputación sufrió importantes reformas, tanto en su fachada como en su interior, en el año 1892, a raíz de la Conmemoración del IV Centenario del Descubrimiento de América, y con tal motivo se celebraron en la ciudad una importantísima Exposición Regional y todo tipo de festejos.
- Sociedad del Casino. Creada en 1841, por el entonces capitán general de Extremadura, Manuel Lorenzo. Ocupó en sus primeros años unos locales del Hospicio Provincial, hasta la fecha de 1856, en que fue instalada en la plaza de España y posteriormente en la calle de San Juan. El edificio que hoy ocupa fue construido en el año 1902.

San Andrés

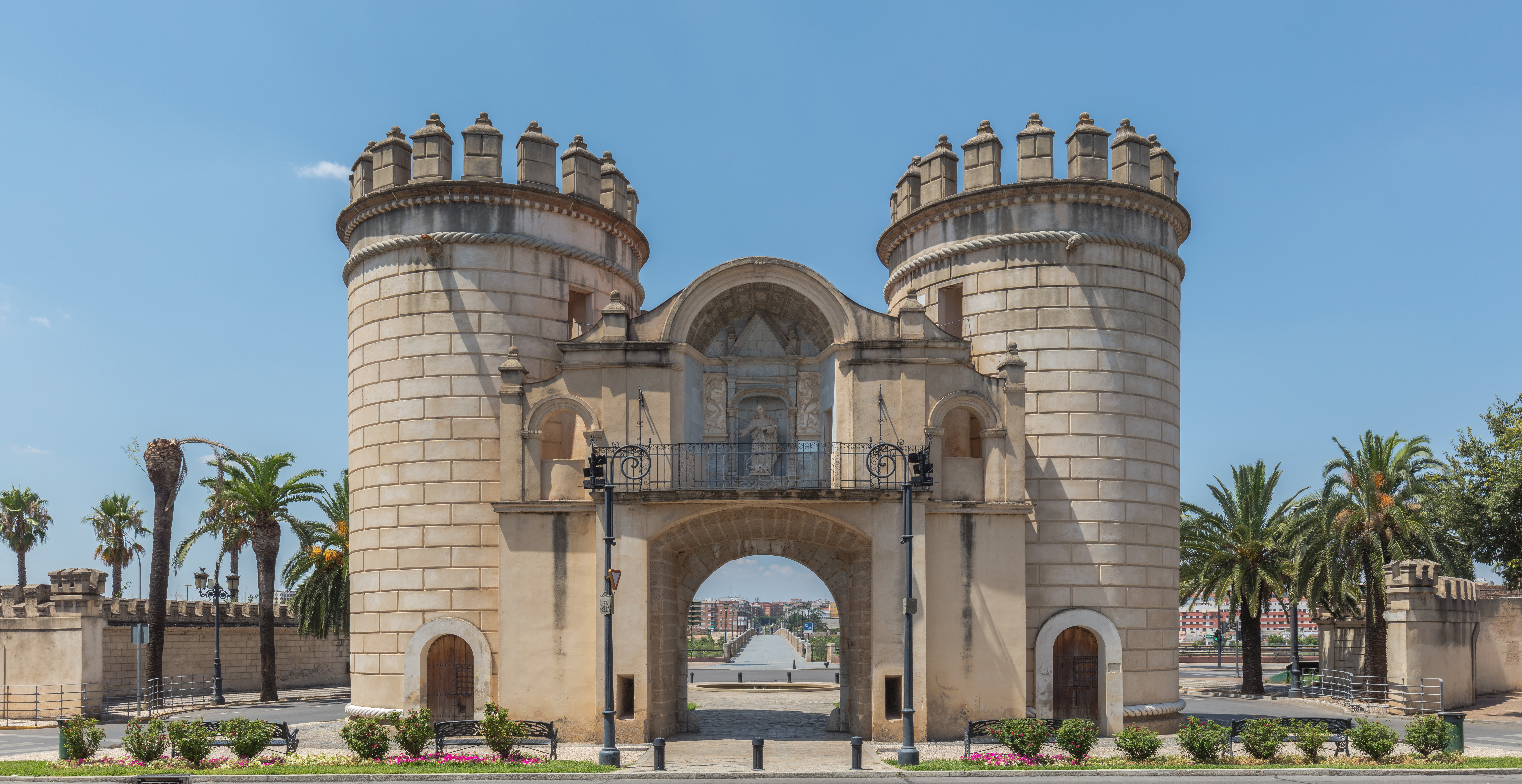
Puerta de Palmas

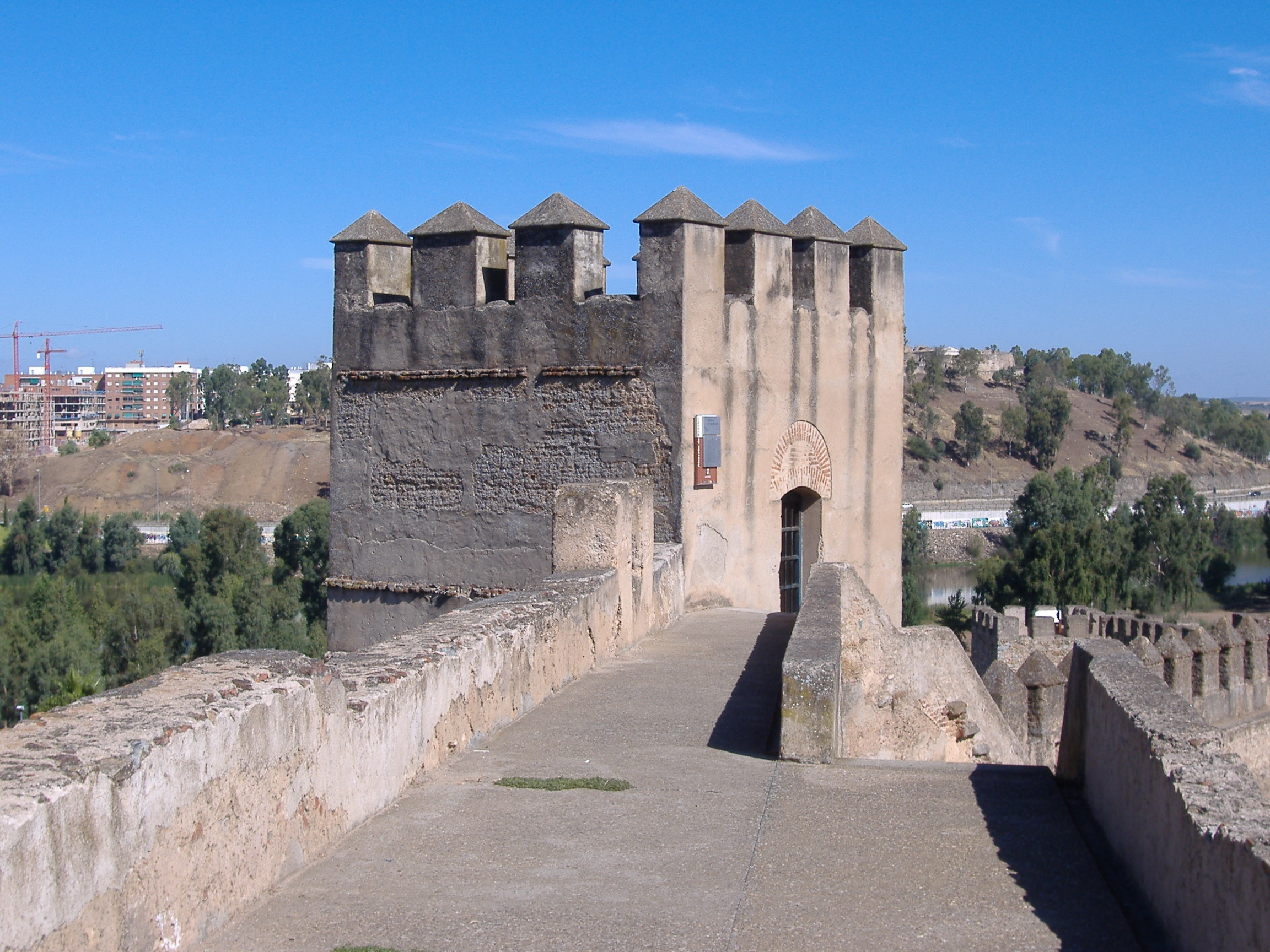
Adarve de la Alcazaba de Badajoz

En su configuración espacial actual es la más moderna del Badajoz antiguo, ya que tal y como hoy la conocemos no surgió hasta 1834, tras derribarse la iglesia que desde el siglo XV la ocupaba. Es una de las más pintorescas de Badajoz y en ella se da la curiosa circunstancia de que, aunque está dedicada a Cervantes, el monumento que la preside no es de este personaje, sino del pintor Francisco de Zurbarán y que en realidad ninguno de los dos le da nombre, pues el apelativo por el que todavía es nombrada mayoritariamente a nivel popular, es el antiguo de San Andrés. Comprende la plaza de Cervantes, la calle San Blas, la calle López Prudencio y las calles Trinidad y Doblados.
- Plaza de Cervantes. Conserva su sabor decimonónico. Todos los cronistas la citan como un lugar de importancia a lo largo de la historia de Badajoz. Parte de lo que hoy ocupa el espacio de la plaza fue zona perteneciente a la iglesia de San Andrés y su cementerio anejo, hecho este frecuente hasta el siglo XIX. Tenemos noticias de ella en el año 1576, cuando el rey Sebastián de Portugal pasó por la ciudad con dirección a Guadalupe para entrevistarse con el monarca español Felipe II; en ellas se habla de la hermosa plaza de San Andrés, de su templo, y la decoración de este. La actual se traza en 1870, presentando unas dimensiones de 78 x 42 m, con un jardín central de 61 x 26 m Está toda ella pavimentada en mármol blanco y negro, formando un mosaico de estrellas concéntricas y puntiagudas realizado, según la inscripción, en 1888. Estos mármoles fueron traídos de la zona de Borba y Estremoz, en Portugal, rica en este material. Hasta 1945 estuvo adornada con pinos, cambiándose por los actuales naranjos que le confieren un aspecto más acogedor, evocando el recuerdo de plazas andaluzas y, a la vez, del mundo musulmán tan presente en el ambiente pacense.
- Casa Puebla. Este edificio es una de las obras de Adel Pinna, autor de numerosas edificaciones repartidas por todo el centro histórico de Badajoz. El proyecto fue firmado por el arquitecto Manuel Martínez en 1921. La Casa Puebla es uno de los ejemplos de la arquitectura regionalista de influencia andaluza en la que se utiliza un estilo ecléctico. Cuando se llevó a cabo su construcción, se aprovechó una edificación anterior considerada antigua desde principios del siglo XX. Este inmueble tiene dos fachadas, la principal destaca por su elegancia y emplea elementos neorrenacentistas para su ornamentación. En ella se aprecia un cuerpo central avanzado con balcones de cuatro pilares. Como continuación de este cuerpo central, corona el edificio un torreón que hace aún más majestuosa su imagen. Los elementos encargados de hacer de esta fachada una portada de aspecto señorial, son los medallones con cabezas colocados en las enjutas de los balcones laterales del primer piso. En otros lugares de esta portada se aprecian otras formas decorativas más próximas a un modernismo convencional, resultando un conjunto de gran distinción. Interiormente destacan la escalera decorada con bellos estucados y un gran patio-jardín que se han conservado con la restauración a la que ha sido sometida recientemente. Quizás sea la primera planta la que muestra el aspecto más noble de esta edificación. En ella persisten unos artesonados en el techo que ayudan a conocer la gran importancia que este edificio supuso en sus orígenes, en 1921.

### Parques y jardines
- Jardines de La Galera
- Parque de Castelar: este parque ocupa el espacio del antiguo olivar y huertas del convento dominico de Santo Domingo. Se inauguró en diciembre de 1903 con un concierto de la banda municipal. El aspecto actual se debe a una reforma que se llevó a cabo en 1941 bajo la dirección de Juan Nogre Rauch, tras un vendaval que arrasó gran parte del jardín. Unos años después, en 1949, se creó un pequeño zoológico con cigüeñas, garzas, ciervos, una zorra y una loba. Elementos artísticos a destacar son los monumentos dedicados a la escritora Carolina Coronado, el dedicado a la conocida obra de Adelardo Covarsí El zagal de las mongías, y el busto de Luis Chamizo. La palmera Washingtonia Robusta es muy destacada dentro del parque. Nombre que hace referencia a George Washington (1732-1799), primer presidente de Estados Unidos. Palmera de rápido crecimiento que supera los 30 m de altura. Como curiosidad del parque, podemos citar que las verjas de las entradas principales son las que cerraban puerta de Palmas por la noche dejando la ciudad intramuros inaccesible tanto para la entrada como para la salida de la ciudad.
- Jardines de la Trinidad y parque de la Legión: los jardines fueron creados en 1949 por Antonio Juez, y debe su nombre a los combatientes de la Toma de Badajoz en la Guerra Civil Española, ya que se sitúa junto a una de las brechas abiertas en el baluarte de Trinidad durante la contienda. Es destacable el paseo central bordeado de impresionantes plátanos de sombra (Platanus × hispanica) que pueden sobrepasar los 40 m de altura y pueden vivir hasta 300 años. También son dignos de mención los puentes y estanques diseñados por Antonio Juez y las inmejorables vistas sobre las murallas de la ciudad y la puerta de Trinidad (siglo XVII). También como elemento artístico destaca el conjunto escultórico en memoria de los caídos en la Guerra Civil, obra de Juan de Ávalos, en el interior del Baluarte de Trinidad. Estos parajes fueron testigo de la encarnizada lucha que sufrieron las tropas irlandesas de Lord Wellington, al mando del general Picton, y cerca de aquí, llegando a la alcazaba y siguiendo la Ruta de los Baluartes, consiguieron entrar en la ciudad en 1812 tras el tercer asalto para su liberación, con una gran cantidad de bajas entre sus soldados, lo que supuso una salvaje represión y atropello de la población civil y de la ciudad, que fue saqueada. Entre los elementos vegetales podemos admirar los únicos ejemplares de ombú o bella sombra y Parkinsonia aculeata (palo verde o espino de Jerusalén) existentes en la ciudad, así como el antiguo vivero municipal desde el que se contempla la cara externa de la puerta de Mérida y al que se llega continuando el paseo hasta la parte más alta del parque.[80]
- Parque de Los Sitios de Badajoz: ocupa el foso de la muralla en el entorno del baluarte de Santa María. Este sector fue remodelado para eliminar parte de la vegetación que llegaba a ocultar la muralla, haciendo compatible su disfrute con la conservación de los restos históricos. En 2012 se erigió un obelisco conmemorativo del bicentenario del sitio de la ciudad por las tropas aliadas frente a los ocupantes franceses, asedio que finalizó con el asalto y toma de la ciudad por las tropas de Lord Wellington. El parque se interrumpe con las antiguas instalaciones deportivas situadas en el foso entre los baluartes de Santa María y de San Roque, si bien se prevé su remodelación de modo que el parque tenga continuidad enlazando con los jardines situados en el entorno de la puerta del Pilar. De ese modo, con el parque infantil forman un cinturón verde que rodea el casco antiguo de Badajoz.
- Parque de Rivillas y Calamón.
- Parque de San Fernando.
- Parque de La Viña.
- Parque de San Francisco: también conocido como plaza o paseo de San Francisco por los pacenses. Puede considerarse como el principal parque de la ciudad, por su historia, por su ubicación y por su uso. En sus más de mil metros cuadrados se concentran quioscos de prensa, música y refrescos, jardines, bancos señoriales un estanque y el bullicio de casi toda la ciudad que suele pasar por allí a diario. Ocupa la zona donde estuvo el antiguo convento franciscano del mismo nombre, fundado en 1337, y que posteriormente fue sustituido por las instalaciones militares que, a su vez, dieron paso a las modernas e institucionales edificaciones de hoy en día. El paseo inicial es de 1836 y ha superado numerosas reformas, la última de ellas en 1999, cuando se recuperan, entre otras cosas, los bancos con azulejos conmemorativos de hazañas de conquistadores extremeños.[81]
- Parque de la Alcazaba.
- Parque Bioclimático.

### Ferias y congresos
- Institución Ferial de Badajoz, IFEBA
  - Palacio de Congresos de Badajoz, levantado en el lugar donde se ubicaba la antigua plaza de toros de Badajoz (1859-2000), que contó con una tradición taurina de más de un siglo y donde tuvo lugar la Masacre de Badajoz durante la Guerra Civil.

### Estatuaria pública
- Cruz del Jubileo de la antigua Ermita de San José
- Monumento a la Memoria de Menacho
- Monumento a Moreno Nieto
- Monumento a Luis de Morales
- Monumento a Zurbarán
- Monumento a Carolina Coronado
- Monumento a Adelardo Covarsí
- El Héroe Muerto y Los Cuatro Evangelistas
- Monumento a Luis Chamizo
- La Nacencia, a Luis Chamizo
- Los Monteros, a Adelardo Covarsí
- Padre López
- Monumento a Hernando de Soto
- Monumento a Manuel Monterrey
- Monumento a los Extremeños Universales
- Monumento a Porrina de Badajoz
- La Ciudad y el Río
- Monumento a las víctimas de la riada
- Los Tres Poetas
- Monumento a Ibn Marwan
- Monumento a Francisco Pizarro
- Monumento a Pedro de Alvarado
- Monumento a la víctimas de la Guerra Civil
- Monumento a Manuel Rojas
- Monumento a Godoy
- Murales de cerámica
- Monumento a San Vicente de Paúl
- Monumento de Bienvenida a los Portugueses
- Obelisco Conmemorativo de la Guerra de la Independencia en Badajoz
- Monumento a Miguel Celdrán
- Monumento a los donantes de sangre

## Cultura

### Entidades culturales
Museos

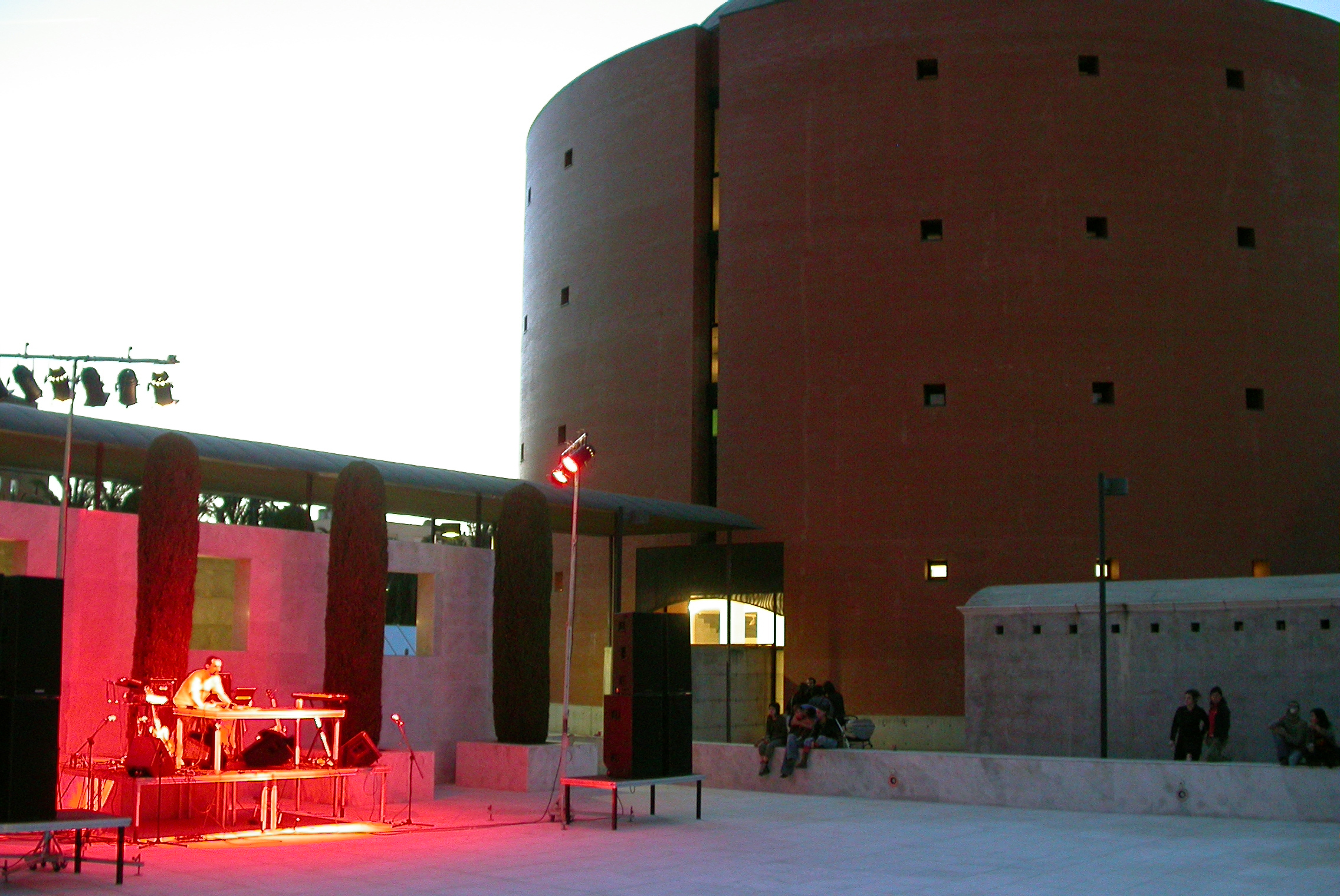
MEIAC

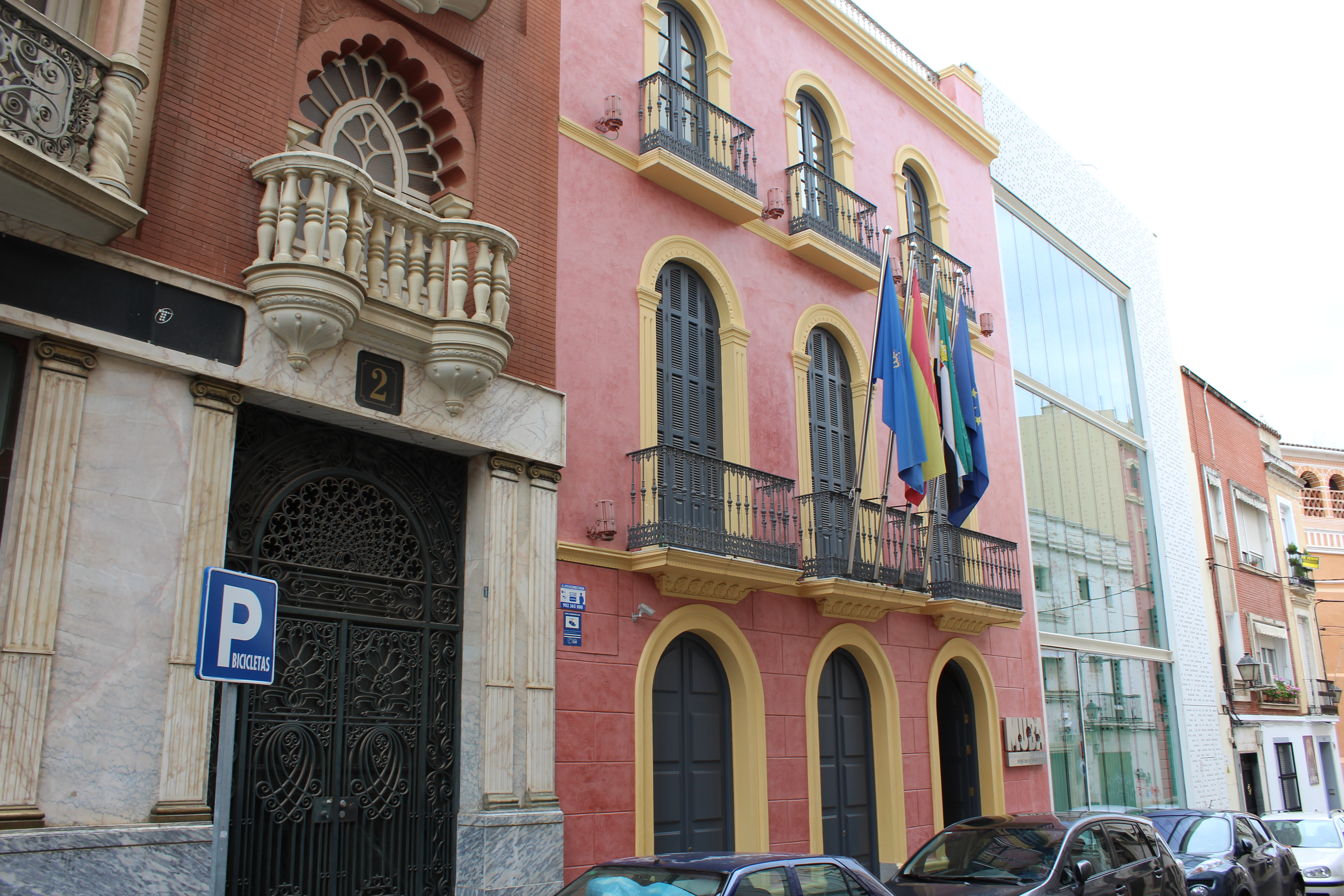
Museo Provincial de Bellas Artes de Badajoz

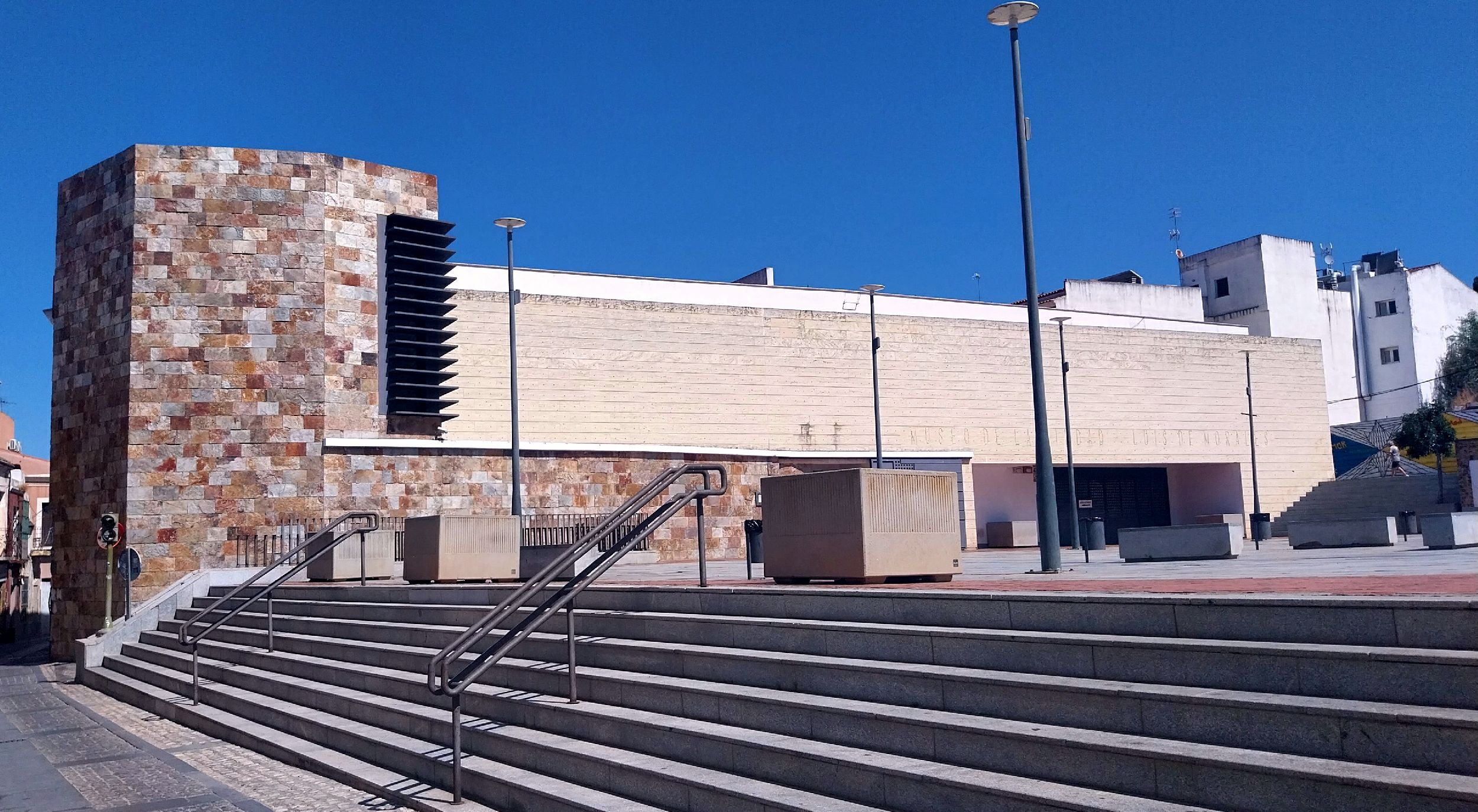
Museo de la Ciudad Luis de Morales

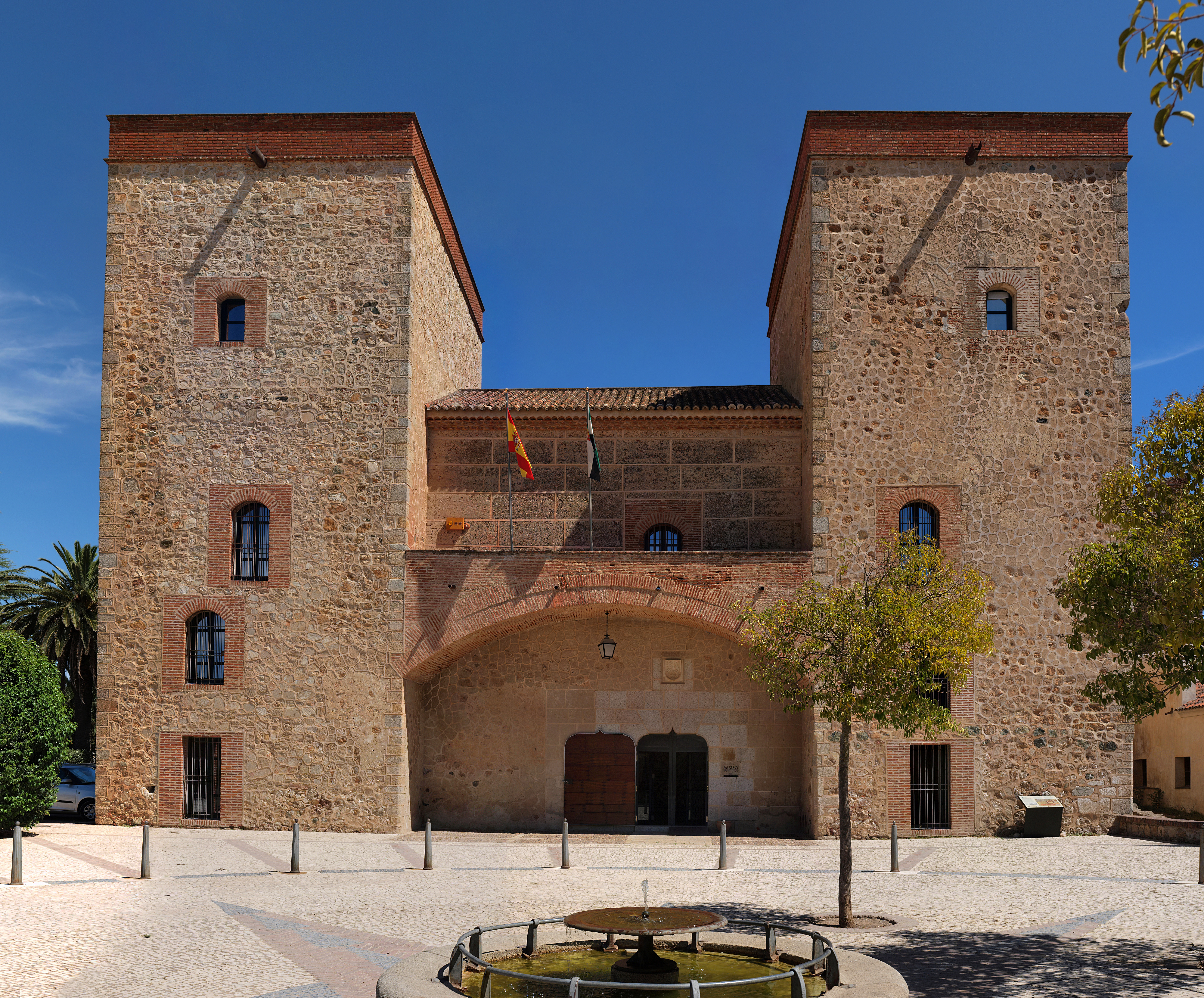
El Museo Arqueológico Provincial, en el Palacio de los Duques de Feria o de los Duques de la Roca

- Museo Extremeño e Iberoamericano de Arte Contemporáneo, MEIAC. Reúne colecciones de artistas españoles, portugueses e iberoamericanos. Fue inaugurado el 9 de mayo de 1995. El edificio está situado sobre el solar de la antigua Prisión Preventiva y Correccional de Badajoz, de la que pervive su edificio circular, que a su vez había sido construida a mediados de los años cincuenta sobre el recinto de un antiguo baluarte militar del siglo XVIII, conocido como el Fuerte de Pardaleras.
- Museo Provincial de Bellas Artes (MUBA). Situado en dos casas palaciegas del siglo XIX, junto a la plaza de la Soledad, cuenta con 2000 m cuadrados en los que se exponen más de 1200 piezas de pintura y escultura, que representan a más de 350 artistas como Zurbarán, Luis de Morales, pintores flamencos, Francisco de Goya, Felipe Checa, Torre-Isunza, Eugenio Hermoso, Adelardo Covarsí, Antonio Juez Nieto, Francisco Pedraja Muñoz, Picasso y Dalí, entre otros. Completan la colección algunas piezas de arte mobiliar. Todo esto lo acredita como la primera pinacoteca extremeña y como la quinta mejor colección del país. En la actualidad está a la espera de una ampliación y una reorganización de las colecciones, pues el espacio expositivo se ha quedado pequeño. Se espera que las obras comiencen en el año 2008 con la construcción de un nuevo edificio y la restauración de otros colindantes al museo.
- Museo de la Ciudad 'Luis de Morales'. Construido en la supuesta casa del pintor renacentista Luis de Morales e inaugurado en 2003, repasa de forma amena la historia de la ciudad desde sus orígenes. Además, es un Centro de Interpretación de la Historia de Badajoz.
- Museo Arqueológico Provincial. Emplazado en el recinto de la Alcazaba, el Museo Arqueológico contiene piezas de indudable interés, provenientes de todos los rincones de la provincia pacense. El edificio que lo alberga, el Palacio de los Duques de Feria o de la Roca, es de estilo mudéjar del siglo XVI. Su colección se organiza en seis grandes áreas: Prehistoria, Protohistoria, Romana, Visigoda, Islam y Medieval Cristiano.
- Museo Metropolitano de la Catedral de Badajoz. Se sitúa en las dependencias de la Catedral Metropolitana de San Juan Bautista, una de las más importantes catedrales de la región y sede del Arzobispado de Mérida-Badajoz. El museo realiza un recorrido histórico por las distintas fases de construcción del edificio. Asimismo, cuenta con piezas que van desde la fundación de la archidiócesis a la actualidad. Destacan sus colecciones de marfiles filipinos, tallas y tapices flamencos, únicos en España, así como la lauda sepulcral de Alfonso Suárez de Figueroa y la gran Custodia Procesional del Corpus de 1558. En el apartado pictórico, el museo exhibe relevantes obras de Luis de Morales y de Zurbarán, entre otros.
- Museo Taurino de Badajoz. El principal museo taurino de la región, situado en el centro de la ciudad, recoge carteles, fotografías y objetos del mundo taurino, que hacen de su fondo histórico uno de los mejores museos taurinos de España para conocer su historia.[82]
- Museo del Carnaval de Badajoz. Inaugurado en el carnaval del año 2007 en la llamada «Poterna de Menacho», del Baluarte de Santiago, cuenta con un recorrido por las historia del carnaval pacense. En 2008 pasa a formar parte de la Red de Museos de Extremadura.
- Centro de Interpretación de Fortificaciones de la Frontera (Fuerte de San Cristóbal).
- Museo Veterinario de Badajoz. Es el Museo de Historia de la Veterinaria del Ilustre Colegio de Veterinarios de la Provincia de Badajoz, inaugurado en 2018, año en que la institución cumplía los 110 años de historia.[83]
- Museo Extremeño del Deporte.[84]
- Museo de Historia Militar, en el Palacio de Capitanía (edificio del siglo XVI remodelado en el siglo XIX).
- Museo de la Ciencia (Museo de las Ciencias, las Tecnologías y la Innovación del Sudoeste Ibérico).[85][86]

Archivos

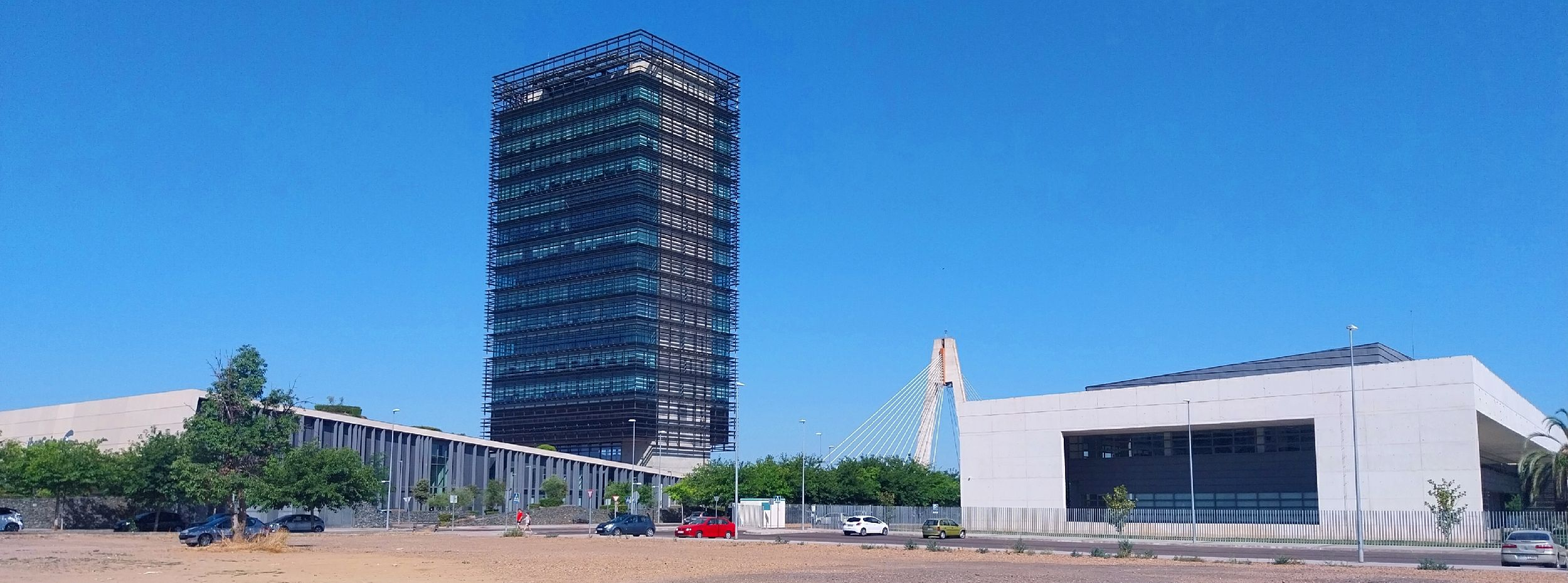
La Biblioteca Pública del Estado Bartolomé J. Gallardo y la Torre Caja Badajoz, en el barrio de Valdepasillas

- Archivo Histórico Provincial de Badajoz
- Archivo de la Diputación Provincial de Badajoz
- Archivo Municipal de Badajoz
- Archivos Eclesiásticos de Mérida-Badajoz[87]
- Archivos de Gestión y Centrales de diversas instituciones, tanto públicos como privados
- Archivo de los diferentes Museos

Bibliotecas
Gestionadas por la Red de Bibliotecas Públicas de Badajoz, integradas en el Sistema Bibliotecario Extremeño.

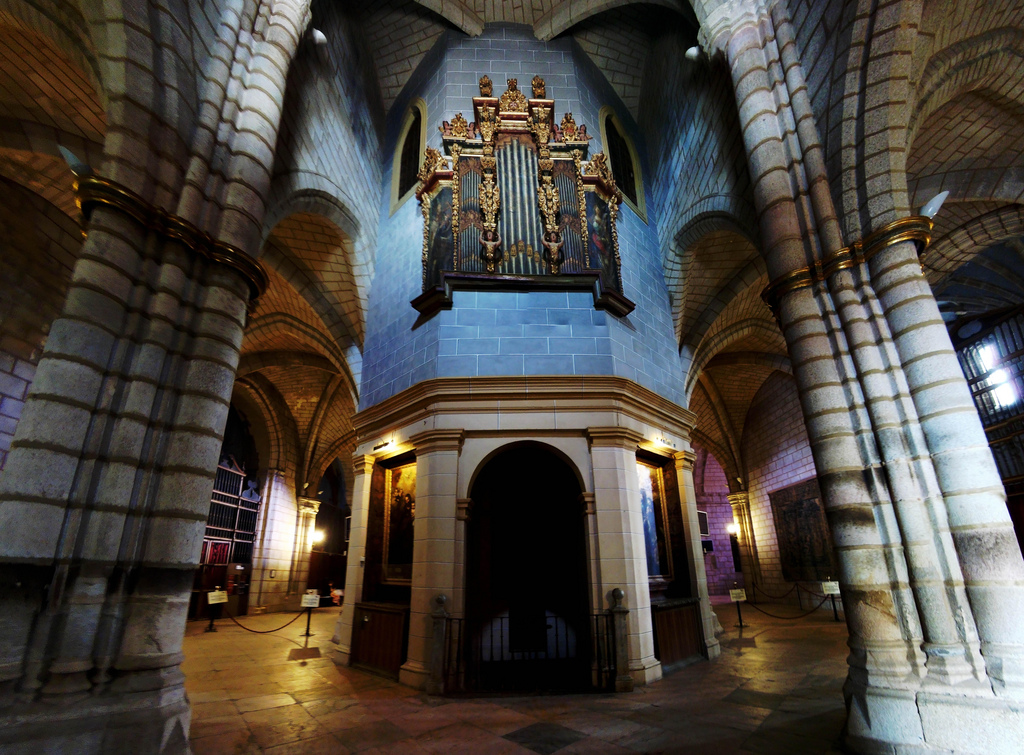
Entrada a la cripta de la S.I. Catedral Metropolitana de Badajoz

La Biblioteca de Extremadura (BIEx), dependiente de la Junta de Extremadura, se encuentra en el interior de la Alcazaba de Badajoz, junto a la Facultad de Ciencias de la Documentación y la Comunicación.

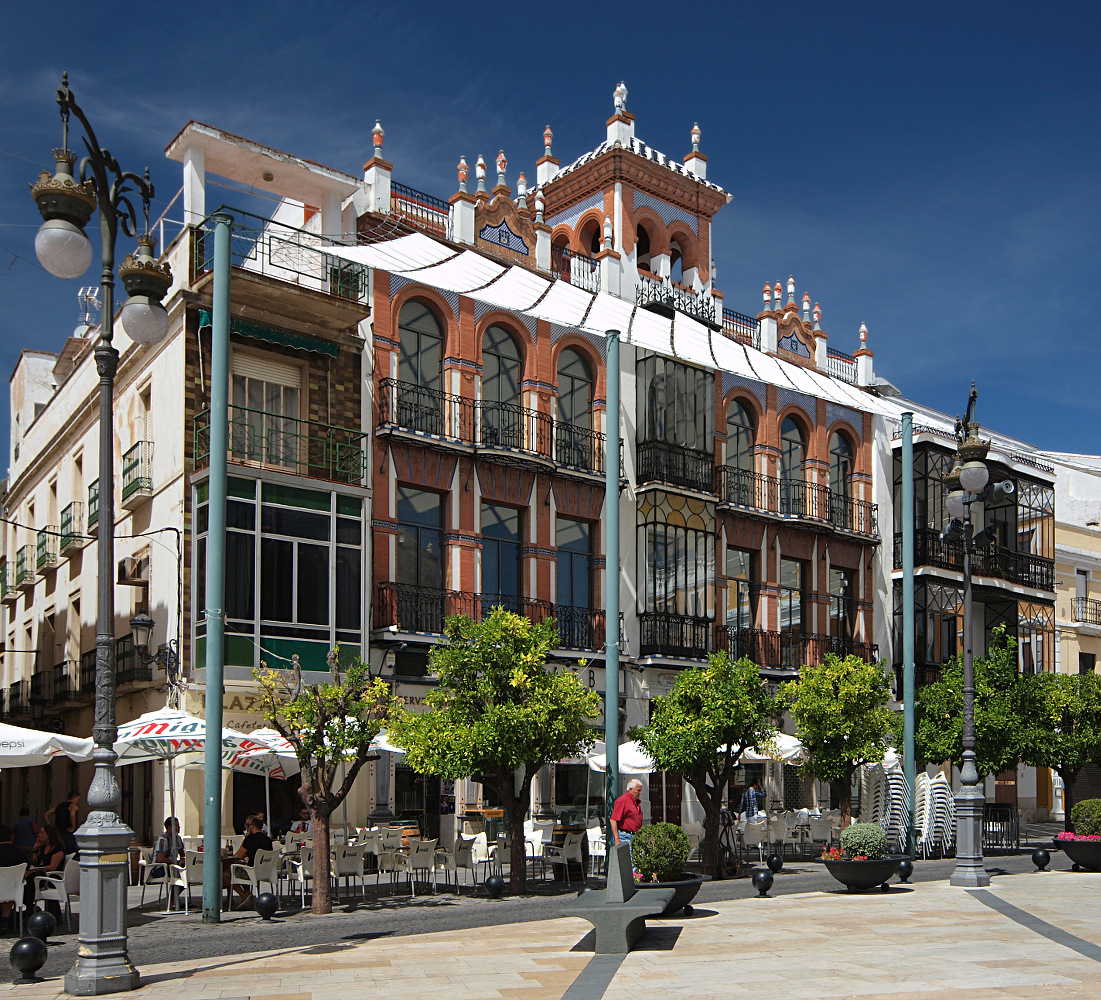
Plaza de España

Otras bibliotecas: las Bibliotecas Municipales, la Biblioteca pública del Estado Bartolomé J. Gallardo, la Biblioteca Central de la Universidad de Extremadura o la Biblioteca de la sede de la UNED, entre otras bibliotecas públicas y privadas.
Instituciones culturales y centros de documentación
- Real Sociedad Económica Extremeña de Amigos del País. Fundada el 6 de julio de 1816 (200 años de antigüedad), durante el reinado de Fernando VII. Es una institución histórica, imbuida del espíritu ilustrado y liberal de su época, y decisiva en el desarrollo económico y cultural de la ciudad y provincia de Badajoz, a lo largo de los siglos XIX y XX.
- Aula de Cultura Palacio de Capitanía. Situado en el antiguo Palacio de Capitanía, en la plaza López de Ayala.[88]
- Comunidad Islámica de Badajoz. Con proyectos socio-culturales basados en defender la integración, la convivencia y el diálogo.[89] En 2011 recibió el premio de mejor proyecto nacional de convivencia, gracias a la labor de Adel Mohamed Najjar, imán de la mezquita de Badajoz, siendo, también, presidente de la Unión de Comunidades Islámicas de Extremadura, con sede en Badajoz.[90]
- Asociación Sociocultural: Ateneo de Badajoz (1870).[91]

Música
- Escuelas municipales de Música
- Conservatorio Profesional de Música Juan Vázquez, de la Diputación de Badajoz
- Conservatorio Superior de Música de Extremadura Bonifacio Gil, de la Diputación de Badajoz
- Orquesta sinfónica de Extremadura (OEX), con sede en el Palacio de Congresos Manuel Rojas
- Banda municipal de música

### Eventos culturales
- Eventos culturales en el Teatro López de Ayala
- Eventos culturales en el Auditorio Municipal Ricardo Carapeto y en el Palacio de Congresos de Badajoz Manuel Rojas
- Salas de Exposiciones: Sala Europa y Salón de Actos y Exposiciones Caja de Badajoz

Jornadas y eventos culturales
- Foro Ibérico de Telemedicina y Capital Europea del Cine Médico[92]
- Jornadas Culturales Gitanas de Badajoz (desde 1996)[93]
- Institución Ferial de Badajoz (IFEBA)

Festivales
Anualmente se celebran en la ciudad diversos festivales:
- Festival Ibérico de Cine: el FIC es un festival de cortometrajes venidos de toda la península ibérica, que se suele celebrar en el teatro López de Ayala. En 2009 celebra su XV edición.[94]
- Festival Ibérico de Música: organizado por la Sociedad Filarmónica de Badajoz, donde se dan citas conciertos de música de todas las épocas en distintos escenarios de la ciudad. En 2009 se celebra su XXVI edición.[95]
- Festival de Cine Gay y Lésbico de Extremadura (FanCineGay): organizado por la Fundación Triángulo Extremadura, Badajoz es una de sus sedes junto con Mérida y Cáceres. En 2008 celebró su XI edición.[96]
- Festival Folclórico Internacional de Extremadura: Organizado por la Asociación de Coros y Danzas Extremadura de Badajoz, patrocinada por numerosas organizaciones políticas y no gubernamentales, como CIOFF, agrupa numerosos grupos folclóricos de numerosos países en un festival en la ciudad. En 2008 celebró su XXIX edición.[97]
- Festival de Teatro de Badajoz: tiene como escenario principal el Teatro López de Ayala. En 2008 celebró su XXI edición.
- Badasom: Festival de Flamenco y Fados que busca conservar y defender el flamenco extremeño. Su primera edición se celebró en 2008 entre el 9 y el 12 de julio en dos escenarios diferentes, el Auditorio Ricardo Carapeto y la Alcazaba.[98]
- Festival Porrina de Badajoz: Festival de Flamenco, más encaminado a los cantes autóctonos de la ciudad.[99]
- Festival Jazziberia: Festival de que fusiona latín-jazz, audiovisuales y cine con artistas de distintas culturas y nacionalidades. Es organizado por el Centro de Ocio Contemporáneo, que es a la vez sede del festival. En 2009 celebró su IV edición.[100]
- Contempopránea: Festival de música.

Folklore
En lo que respecta al folclore extremeño, destaca la Asociación de Coros y Danzas de Extremadura, en Badajoz.
Fiestas populares y tradiciones

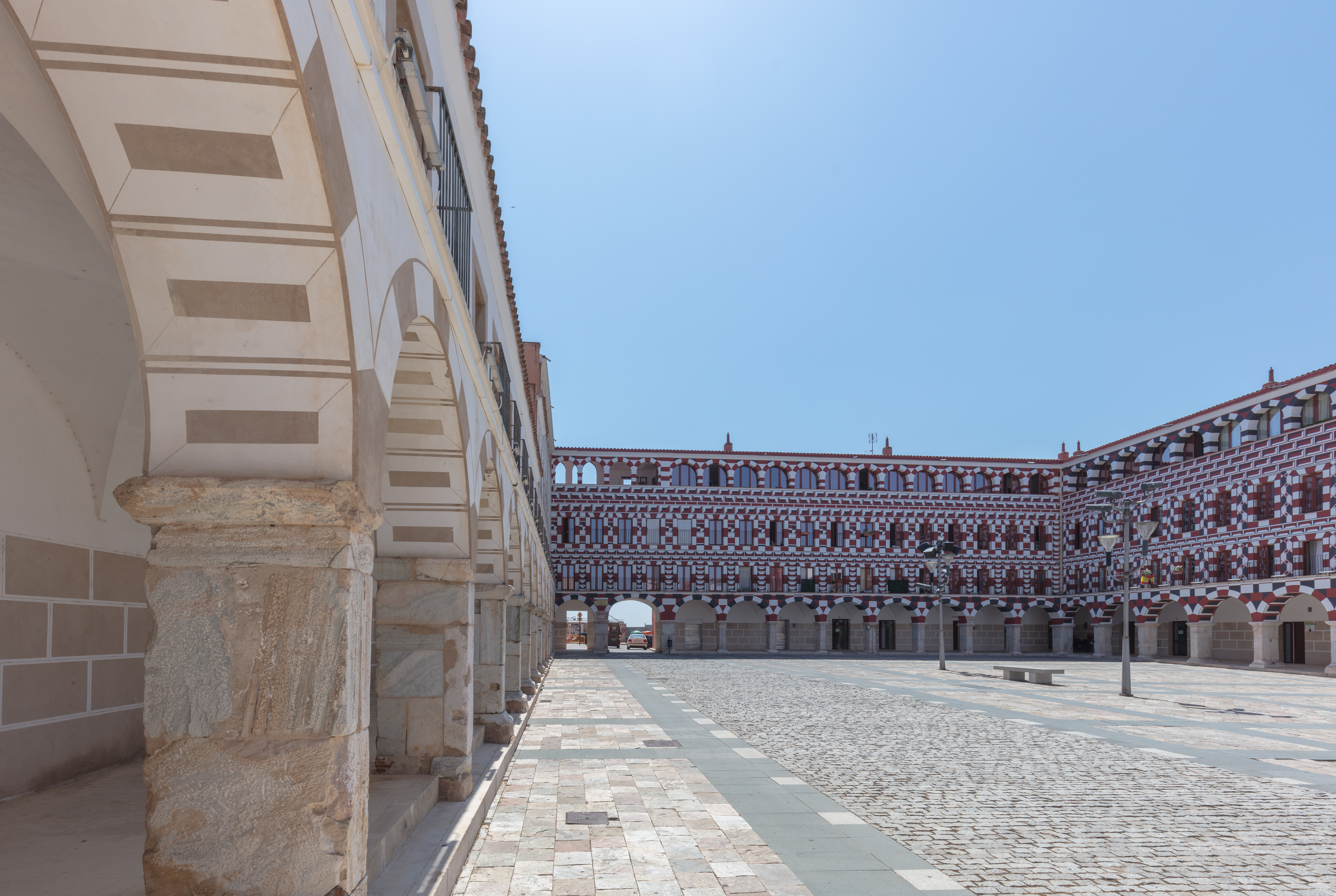
Plaza Alta, epicentro de muchos de los eventos festivos de la ciudad

- Feria de San Juan: fiestas patronales de la ciudad, se celebran en junio. Se prolongan durante una semana siendo el día grande el 24 de junio, festividad de San Juan Bautista. En la noche de San Juan tiene lugar un gran espectáculo pirotécnico a orillas del Guadiana, siendo visible desde muchas zonas de la ciudad. Lugar privilegiado es la Alcazaba, desde donde las vistas son espectaculares. Es, posiblemente, la feria más grande y bulliciosa de Extremadura, que congrega a miles de ciudadanos españoles y portugueses. Asimismo, lleva aparejada la feria taurina más importante de Extremadura.
- Carnaval de Badajoz: declarado de Interés Turístico nacional (2011) e Internacional (2022), en febrero, la ciudad se vuelca con el carnaval, considerado uno de los más importantes de España y también del mundo, declarado asimismo de Interés Turístico Regional por la Junta de Extremadura.

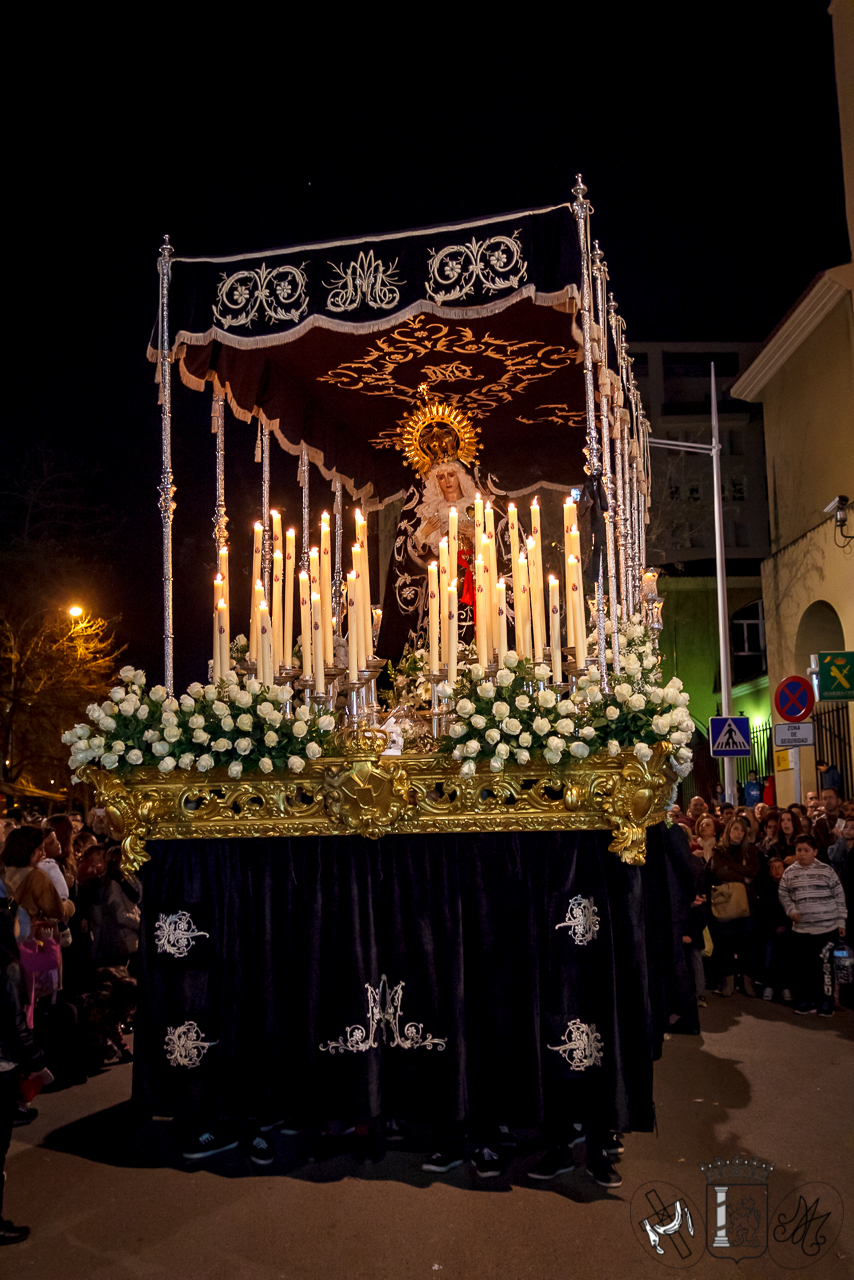
Paso de la Semana Santa pacense

- Semana Santa: declarada de Interés Turístico Nacional (2011), la Semana Santa pacense posee en la actualidad diez cofradías, con salidas procesionales desde el Domingo de Ramos hasta el Domingo de Resurrección.Paso de la Semana Santa pacense. La Semana Santa de Badajoz es un desfile sencillo pero majestuoso. Nazarenos, costaleros y cofrades, en general, con sus cirios y cruces, recorren las sinuosas calles del barrio histórico, alzando a su Virgen y a su Cristo.
- Fiesta de Los Palomos: fiesta en la cual se reúne en la ciudad una gran cantidad de personas LGBT de toda España. Es una de las que más turistas atrae a la ciudad.
- Fiestas de San José: las fiestas del antiguo patrón de la ciudad se celebran como patrón del Casco Antiguo Pacense. Entre otras actividades hay vaquillas y verbenas.
- Romería de la Virgen de Bótoa: con orígenes en el siglo XIV. Se celebra el primer fin de semana de mayo en honor a la virgen de Bótoa, copatrona de la ciudad. La imagen es una talla barroca de 1713. Está declarada Fiesta de Interés Turístico Nacional desde el año 1965.[16]
- Romería de San Isidro de Badajoz: es la segunda romería de la ciudad, se celebra el domingo siguiente al 15 de mayo.
- Almossasa Batalyaws: estas fiestas conmemoran la fundación de la ciudad por el musulmán Ibn Marwan. Se realizan en la alcazaba y alrededores entre septiembre y octubre, y tienen su continuación en la vecina ciudad portuguesa de Marvão, que está hermanada con Badajoz porque comparten fundador y debe precisamente su nombre a él, a Ibn Marwan. Desde 2017 es Fiesta de Interés Turístico de Extremadura.
- Celebración de la Navidad y Cabalgata de Reyes Magos.
- Celebración del Día de Extremadura: 8 de septiembre.

Tauromaquia

### Gastronomía
En cuanto a la gastronomía, los platos típicos de Badajoz son elaborados con productos del campo como espárragos trigueros, cardillos, criadillas de tierra, setas y el gazpacho extremeño.
Los platos elaborados con la carne de caza típica de la zona como la perdiz, conejos, palomas, tórtolas y venados. Destacar la matanza del cerdo, del que se aprovechan todos sus órganos, dando lugar a los chorizos, morcillas, salchichas, lomos, morcones, paletillas, jamones y otras muchas chacinas más que dan sabor a cocidos, ollas, migas y otros variados platos típicos.
Otros platos típicos con base de carne son la caldereta, el hígado de cordero encebollado, cordero asado, cabrito y cochinillo. También es muy típico de Badajoz el bacalao y las tencas fritas.
En vinos destacar la Denominación de Origen Ribera del Guadiana para vinos blancos, rosados y tintos. El queso es otro producto muy solicitado en esta tierra, como el Queso de Cabra y la Torta de La Serena (Queso de Oveja).
En repostería son típicas las calderillas, perrunillas, bollos de chicharrones, arrope, hojaldradas de almendra y la técula-mécula.

### Religión

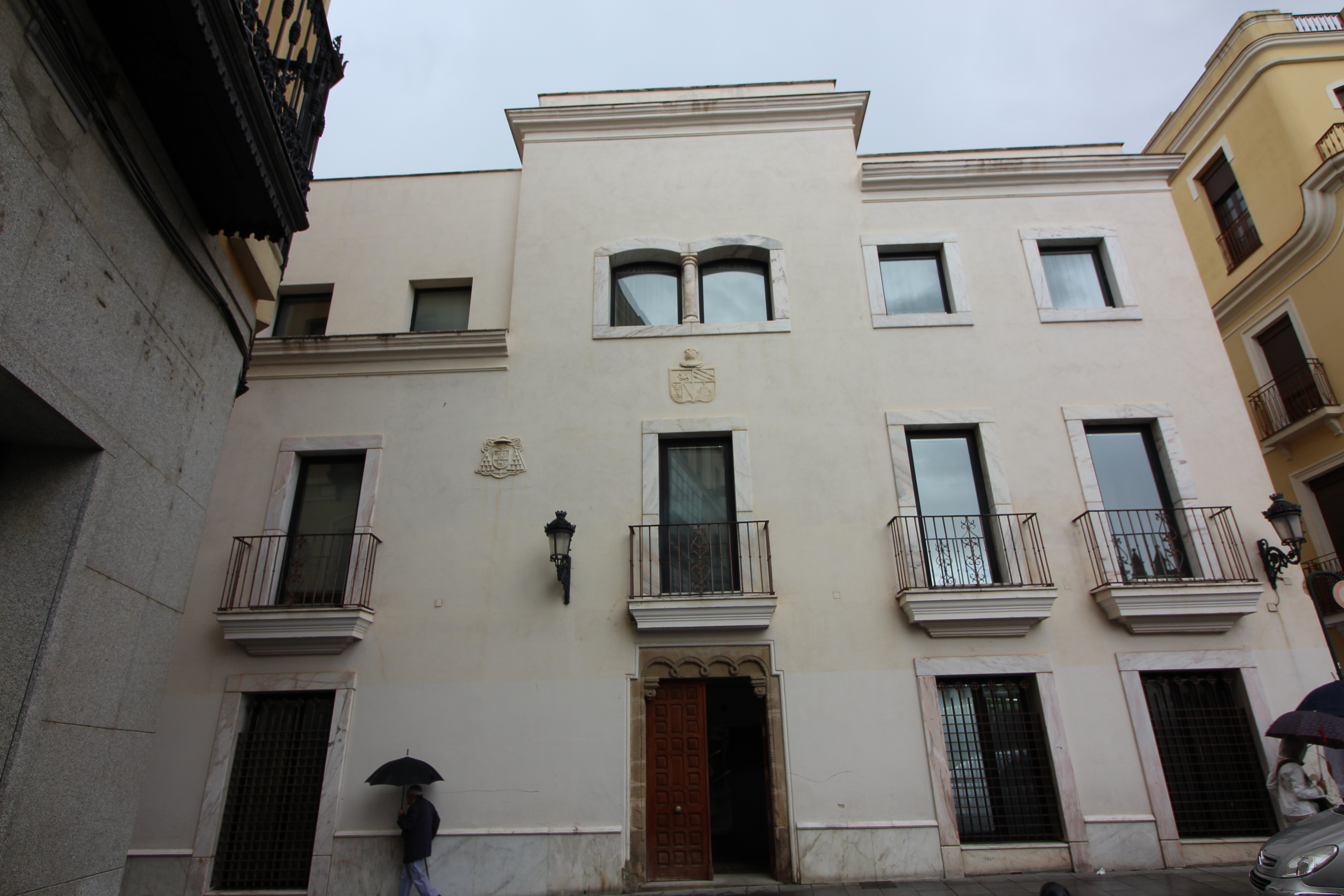
Sede del Arzobispado en Badajoz

A nivel eclesiástico es una de las dos principales sedes de la Archidiócesis de Mérida-Badajoz. La jurisdicción religiosa de la Archidiócesis Mérida-Badajoz tiene la sede del Arzobispado, las oficinas institucionales y los Archivos Eclesiásticos de Mérida-Badajoz en la ciudad de Badajoz; siendo, además, la sede metropolitana de la Provincia Eclesiástica de Mérida-Badajoz, del propio Obispo Metropolitano; siendo, también, sede de su correspondiente vicaría. Además, en Badajoz se encuentra el arciprestazgo de San Juan Bautista.
Las ciudades de Mérida y Badajoz, cuyo nombre asume el arzobispado, son las capitales archidiocesanas, y como tal, alberga las curias arzobispales y las catedrales. La catedral de Badajoz tiene rango de sede metropolitana y san Juan Bautista es el patrono. La jurisdicción de la provincia eclesiástica comprende buena parte de Extremadura, y la archidiócesis comprende los municipios de la provincia de Badajoz. La sede episcopal de Mérida-Badajoz fue establecida el 12 de octubre de 1994 con el nombre de «Archidiócesis de Mérida-Badajoz». Sin embargo, la historia de la sede arzobispal se remonta a la historia de la diócesis de Badajoz, creada hacia el siglo X, y mucho antes la sede metropolitana de Emérita Augusta.
Además, Badajoz es la sede de la Unión de Comunidades Islámicas de Extremadura.

### Deportes
La ciudad cuenta actualmente con cuatro clubes de fútbol sénior:
- El Club Deportivo Badajoz[103] es el principal club de fútbol de la ciudad que cuenta con mayor número de aficionados y abonados. Fue fundado en 2012 como CD Badajoz 1905, adquiriendo un año después los derechos deportivos del extinto CD Badajoz fundado en 1905 y desaparecido en 2013 tras un proceso concursal debido a no poder afrontar las deudas contraídas con la Seguridad Social y Hacienda. Además del primer equipo masculino que milita en Tercera Federación Grupo XIV durante la temporada 2024-2025, dispone de un filial, Club Deportivo Badajoz B en Primera División Extremeña, de una sección femenina Club Deportivo Badajoz (femenino) y diversos equipos de cantera en distintas categorías nacionales y autonómicas. Compite como local en el Estadio Nuevo Vivero. Temporadas atrás el equipo más destacado a nivel deportivo fue la Unión Deportiva Badajoz llegando a compartir estadio y coincidiendo ambos en Tercera División, por problemas económicos y por el escaso apoyo local acabó desapareciendo.
- El Deportivo Pacense. Se fundó en 2006 como Unión Deportiva Badajoz y llegó a jugar en el grupo XIV de la tercera división hasta su desaparición.
- El Sporting Club Cerro de Reyes participa también en Regional Preferente de Extremadura y, como el Badajoz, sustituye en competición al anterior club representativo, en este caso, de la barriada pacense de Cerro de Reyes.
- En fútbol femenino, la ciudad cuenta con el Santa Teresa Club Deportivo en Segunda División Femenina de España entrenado por Manuel Fernández, club que recibió la Medalla de Extremadura en 2017.

Al final de la temporada 2016-2017 descendió a categoría autonómica el Club Deportivo Femenino Badajoz Olivenza.
Además de las categorías base de los clubes antes mencionados, en fútbol formativo destacan Club Polideportivo Don Bosco cuyo primer equipo juvenil juega en División de Honor Juvenil y el C. P. Flecha Negra que lo hace en Liga Nacional Juvenil. Otros clubes de fútbol de la ciudad son el C. D. San Roque-Guadalupe, la A. P. Santa Isabel o el Club Deportivo El Corzo, CD Puerta Pamas
En baloncesto, el club más laureado de la ciudad es el C. P. Mideba Extremadura, asociación de discapacitados físicos sin ánimo de lucro y club de baloncesto en silla de ruedas que milita en la División de Honor de la Liga Nacional de Baloncesto en Silla de Ruedas, organizada por la FEDDF (Federación Española de Deportes para Discapacitados Físicos) y en la Copa S.M. el Rey, así como en distintas competiciones europeas de baloncesto en silla de ruedas. Se trata de uno de los equipos más fuertes del campeonato nacional y de los más respetados a nivel internacional. Cabe destacar que en la temporada 2012-2013 el equipo pacense ha resultado ganador de la Copa de Europa Challenge Cup, cuya fase final se celebró en la ciudad de Badajoz y resultó finalista de la Copa del Rey. Además el Mideba Extremadura cuenta en su palmarés con una copa europea Willi Brinkmann obtenida en el año 2000 y diversos premios y reconocimientos.
El club femenino Guadalupe Baloncesto Pacense compite en Liga Femenina 2 de Baloncesto de España, mientras que el GBP Badajoz masculino participa en Liga EBA.
Además, existen otros clubes de cantera en la ciudad como el Baloncesto Ciudad de Badajoz y el Baloncesto Femenino Badajoz.
Destacan también, en diversas disciplinas deportivas, los siguientes clubes de la ciudad de Badajoz:
- Unión del Balonmano Pacense
- Escuela de Balonmano Badajoz[117]
- Club Voleibol Badajoz[118]
- Asociación Deportiva Club Pacense Voleibol[119]
- Club Rugby Badajoz[120]
- Club Natación Badajoz[121]
- Club Piragüismo Badajoz[122]
- Club Atletismo Badajoz[123]
- Club Cicloturista Santa Isabel[124]
- Asociación Atlética Ciudad de Badajoz[125]

Además, la Fundación Municipal de Deportes del Ayuntamiento de Badajoz ofrece, a través de sus escuelas deportivas municipales, la práctica de hasta 26 disciplinas deportivas diferentes.
La ciudad dispone de un número importante de instalaciones deportivas, destacando entre otras la Ciudad Deportiva de la Granadilla, el Estadio Nuevo Vivero, las Instalaciones Municipales Deportivas El Vivero o un circuito municipal de BMX, así como múltiples pabellones polideportivos, pistas e instalaciones deportivas repartidas por las diferentes zonas y barriadas de la ciudad

#### Instalaciones deportivas
- C.D.M. La Granadilla
- El Vivero
- Polideportivo Las Palmeras
- Pabellón Nuria Cabanillas
- Pabellón Juancho Pérez
- Pabellón Hernán Cortés
- Pabellón Antonio Domínguez
- Polideportivo Pardaleras
- Polideportivo Juventud
- Piscina de San Roque

### En la música
Canciones dedicadas a la ciudad de Badajoz:
- «Badajoz la tierra mía» (Rosa Morena. Compositor: Manuel Quiroga, 1965).
- «¡Ay Badajoz! ¡Ay Badajoz!» (música: José Albero Francés. Autor letra: Vicente Doncel Moriche. Instrumentación: Banda de Música, 1974).
- «Son de Badajoz» (Los Chunguitos, 1978).
- «Ay Badajoz» (Los Chunguitos, 1988).
- «Calles de Badajoz» (El Desván del Duende, 2009).

### Medios de comunicación

#### Prensa
- La Crónica de Badajoz
- Hoy (edición Badajoz)
- El Periódico Extremadura (edición Badajoz)

- BadajozDirecto (Portal de Noticias, Guía de empresas y TV Online)[128]
- 48horasBadajoz (Magazine de ocio, cultura y actualidad)[129]
- Extremadura 7 Días

#### Radio
- Radio María, 98.6
- Los 40 Extremadura, 96.9
- Cadena Dial Extremadura, 93.5
- Europa FM, 92.7
- RNE Radio, 92.2
- RNE Radio Clásica, 90.1
- Cadena 100 Badajoz, 89.1
- Radio Interior, 87.6
- Rock FM, 87.6
- Radio Nacional de España, 648 + 94.9
- COPE Badajoz, 1269 + 91.3
- RNE Radio 5 TN, 1125 + 106.0
- Radio Vida, 107.4
- Kiss FM, 105.5
- Onda Cero Badajoz, 104.8
- Ser Radio Extremadura, 1008 + 94.2
- Canal Extremadura Radio, 100.8[130]

#### Televisión
- Badajoz Online tv (Televisión Municipal del Ayuntamiento de Badajoz)
- Canal Extremadura Televisión (sede local de la televisión autonómica)

## Ciudades hermanadas
- Elvas (Portugal)
- Santarém (Portugal)
- Nazaré (Portugal)
- Granada (Nicaragua)
- Blumenau (Brasil)[131]